# Lista de couraçados da Rússia e União Soviética

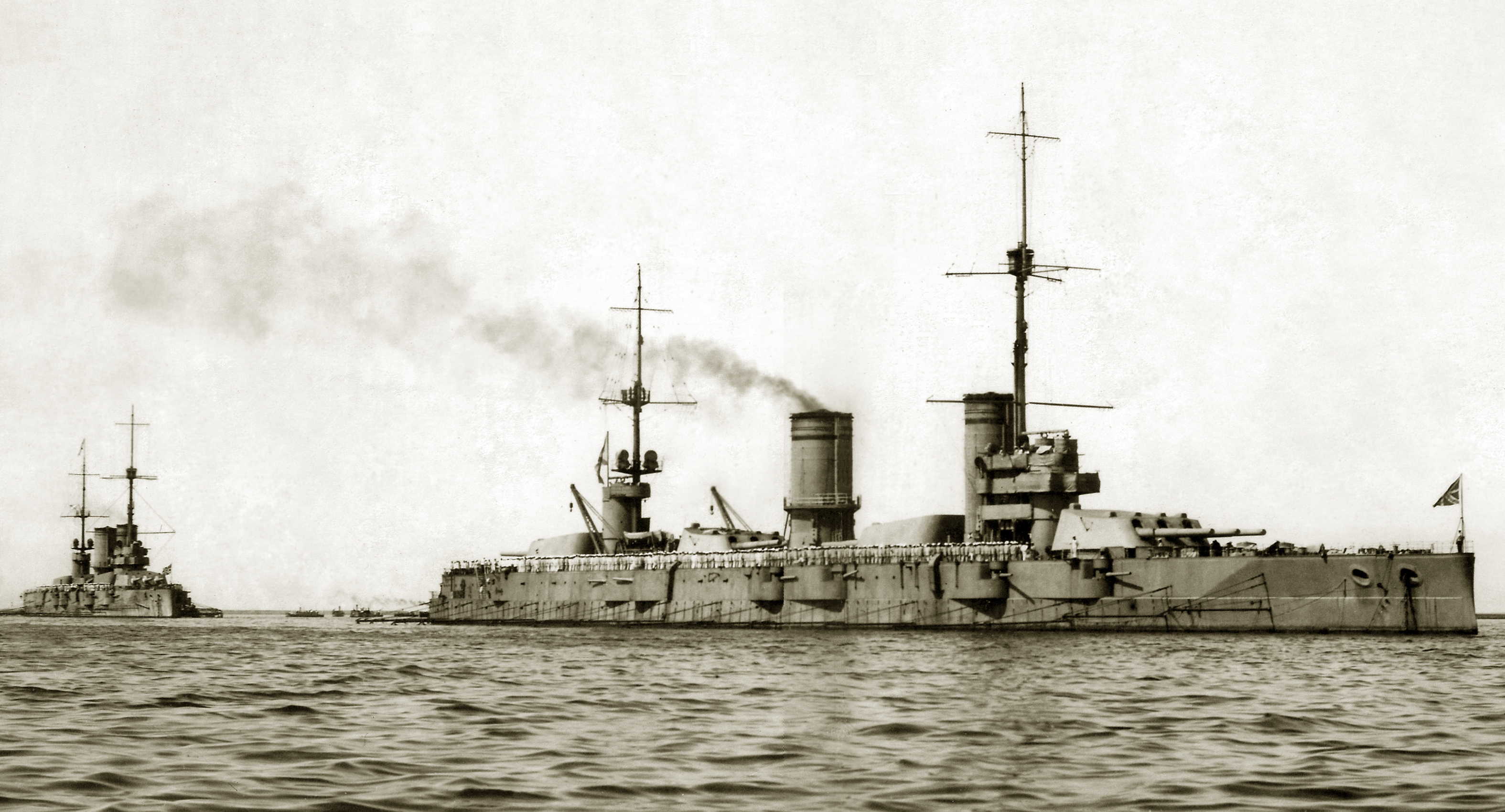
O Gangut e o Petropavlovsk no Mar Báltico em 25 de julho de 1915 durante a Primeira Guerra Mundial

A Marinha Imperial Russa do Império Russo e a sucessora Frota Naval Militar da União Soviética operaram uma série de couraçados entre as décadas de 1890 e 1950. Os primeiros navios foram marcados pela falta de uniformidade, com cada um tendo um projeto diferente do anterior. Foram estes o Dvenadsat Apostolov, Navarin, Tri Sviatitelia e Sissoi Veliki. Atrasos no programa de construção naval forçaram o desenvolvimento da Classe Petropavlovsk para tentar compensar o tempo perdido. Seguiram-se o Rostislav, a Classe Peresvet e o Kniaz Potemkin Tavricheski. Os dois próximos navios foram encomendados no exterior, tendo sido o Retvizan nos Estados Unidos e o Tsesarevich na França. Depois deles vieram a Classe Borodino, a Classe Evstafi e a Classe Andrei Pervozvanny, os últimos pré-dreadnoughts construídos pelos russos.
A derrota na Guerra Russo-Japonesa adiou a construção de novos navios por alguns anos até a Classe Gangut, a primeira de couraçados dreadnought da Marinha Imperial. Seu projeto serviu de base para as sucessoras Classe Imperatritsa Maria e o Imperator Nikolai I, porém este último nunca foi finalizado. Seguiu-se à queda do Império Russo e formação da União Soviética um período sem construção de novas embarcações, porém vários diferentes projetos foram elaborados e considerados, mas nunca sendo levados adiante. A Frota Naval Militar finalmente encomendou a Classe Sovetsky Soyuz no final da década de 1930; quinze embarcações foram planejadas, mas apenas quatro tiveram suas construções iniciadas e nenhuma foi finalizada. Os soviéticos também operaram dois couraçados adquiridos de outros países; primeiro o Arkhangelsk, emprestado temporariamente pela Marinha Real Britânica, e depois o Novorossiysk, tomado da Itália como prêmio de guerra.
Os couraçados russos participaram de várias batalhas e operações na Guerra Russo-Japonesa, Primeira Guerra Mundial, Guerra Civil Russa e Segunda Guerra Mundial. O Petropavlovsk afundou no início da Guerra Russo-Japonesa ao bater em uma mina naval e sete navios foram afundados na Batalha de Tsushima em maio de 1905, com o Oryol sendo o único a se render. Outros cinco couraçados afundaram no Cerco de Porto Artur. Quatro foram recuperados pelo Japão e comissionados na Marinha Imperial Japonesa, dois sendo depois comprados de volta pelos russos. Os pré-dreadnoughts restantes e os novos dreadnoughts tiveram atuações limitadas na Primeira Guerra Mundial. O Imperatritsa Maria explodiu e afundou em outubro de 1916. As tripulações de muitos dos couraçados amotinaram-se após o início da Revolução Russa e alguns atuaram na subsequente Guerra Civil Russa, com a maioria dos navios no Mar Negro sendo deliberadamente afundados. Apenas o Gangut, Petropavlovsk e Sebastopol continuaram servindo, sendo modernizados no período entreguerras e lutando em operações contra os alemães na Segunda Guerra Mundial até também serem desmontados na década de 1950.
| Armas principais | Número e tamanho dos canhões da bateria principal         |
| Deslocamento     | Deslocamento do navio totalmente carregado                |
| Propulsão        | Número e tipo do sistema de propulsão e velocidade máxima |
| Batimento        | Data em que o batimento de quilha ocorreu                 |
| Lançamento       | Data em que o navio foi lançado ao mar                    |
| Comissionamento  | Data em que o navio foi comissionado em serviço           |
| Destino          | Fim que o navio teve                                      |

## Couraçados pré-dreadnought

### Dvenadsat Apostolov

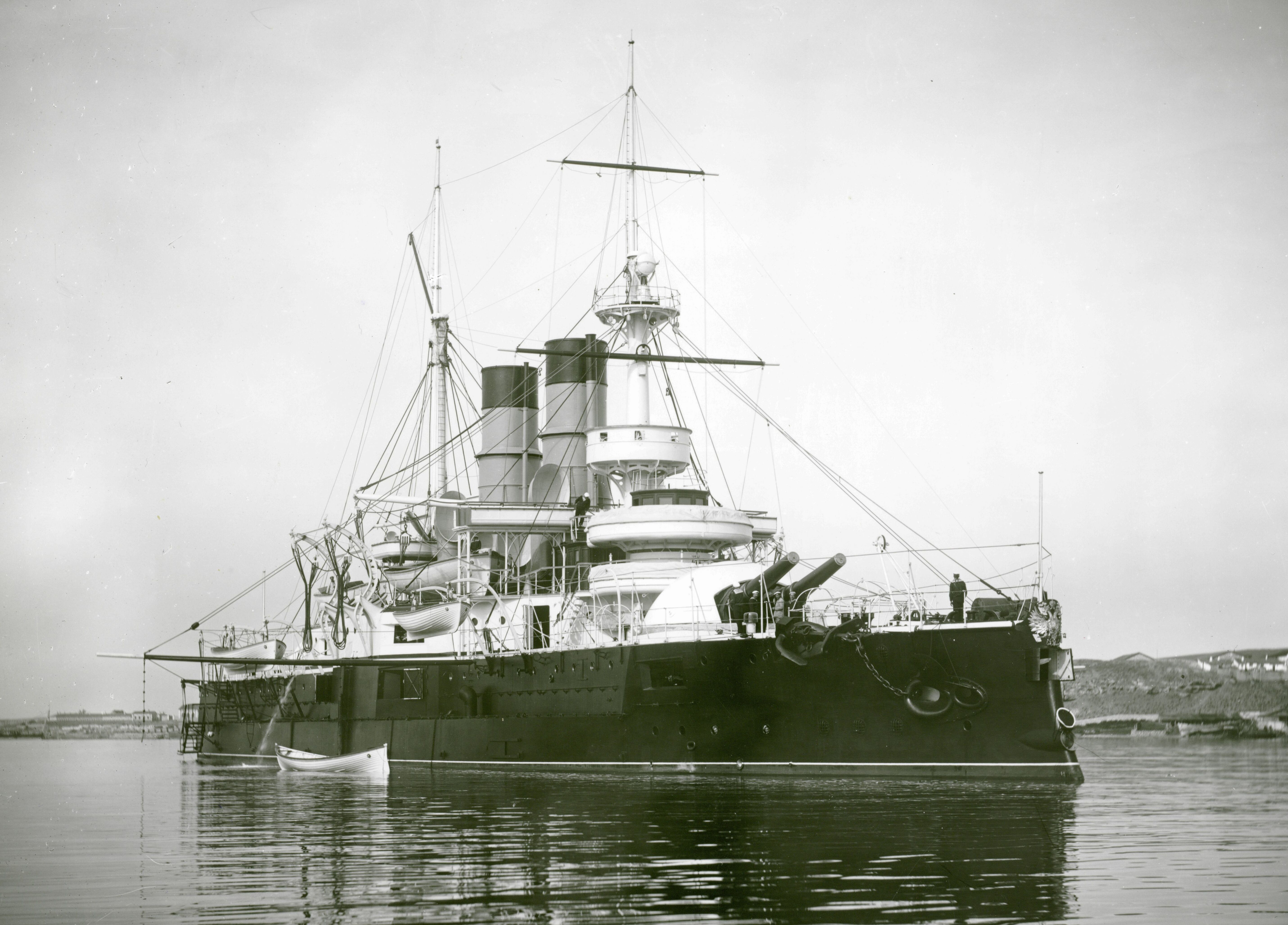
O Dvenadsat Apostolov

O Dvenadsat Apostolov foi o primeiro couraçado pré-dreadnought da Marinha Imperial Russa. Dois navios foram originalmente encomendados, porém o contrato de construção de um deles foi entregue para um estaleiro que na época estava à beira da falência e que não conseguiu progredir muito nas obras, assim essa segunda embarcação foi cancelada. Seu armamento principal originalmente teria oito canhões de 229 milímetros montados em torres de artilharia e casamatas, porém isto foi alterado após o início das obras para quatro canhões de 305 milímetros em duas torres de artilharia duplas. Outras mudanças feitas durante a construção incluíram aumentar a espessura do cinturão de blindagem, colocar a barbeta dianteira mais ré e revisar o armamento secundário.
O Dvenadsat Apostolov juntou-se à frota russa em junho de 1893, porém só ficou pronto para o serviço ativo no ano seguinte. O navio participou em 1905 de uma tentativa de recapturar o amotinado couraçado Kniaz Potemkin Tavricheski, quando tentou abalroa-lo. Entretanto, marinheiros simpatizantes aos amotinados conseguiram reverter seus motores e depois impediram seu oficial comandante de deliberadamente afundasse o navio. Várias propostas para moderniza-lo de diferentes maneiras foram feitas na década de 1900, mas nunca foram levadas adiante. A embarcação foi tirada de serviço em 1911 e transformada em um depósito flutuante no ano seguinte. Foi renomeado para Casco Nº 8 em setembro de 1914 e tomado pelos alemães na Primeira Guerra Mundial em maio de 1918, depois sendo entregue aos Aliados em novembro, então capturado pelos bolcheviques na Guerra Civil Russa e por fim pelo Exército Branco, que o abandou na Criméia em 1920 durante sua evacuação. Foi finalmente desmontado em 1931.
| Navio                                      | Armas principais | Deslocamento | Propulsão                                      | Serviço        | Serviço          | Serviço         | Serviço            |
| Navio                                      | Armas principais | Deslocamento | Propulsão                                      | Batimento      | Lançamento       | Comissionamento | Destino            |
| ------------------------------------------ | ---------------- | ------------ | ---------------------------------------------- | -------------- | ---------------- | --------------- | ------------------ |
| Dvenadsat Apostolov (Двенадцать Апостолов) | 4 × 305 mm       | 8 850 t      | 2 motores de tripla-expansão; 14 nós (26 km/h) | agosto de 1889 | setembro de 1890 | junho de 1893   | Desmontado em 1931 |

### Navarin

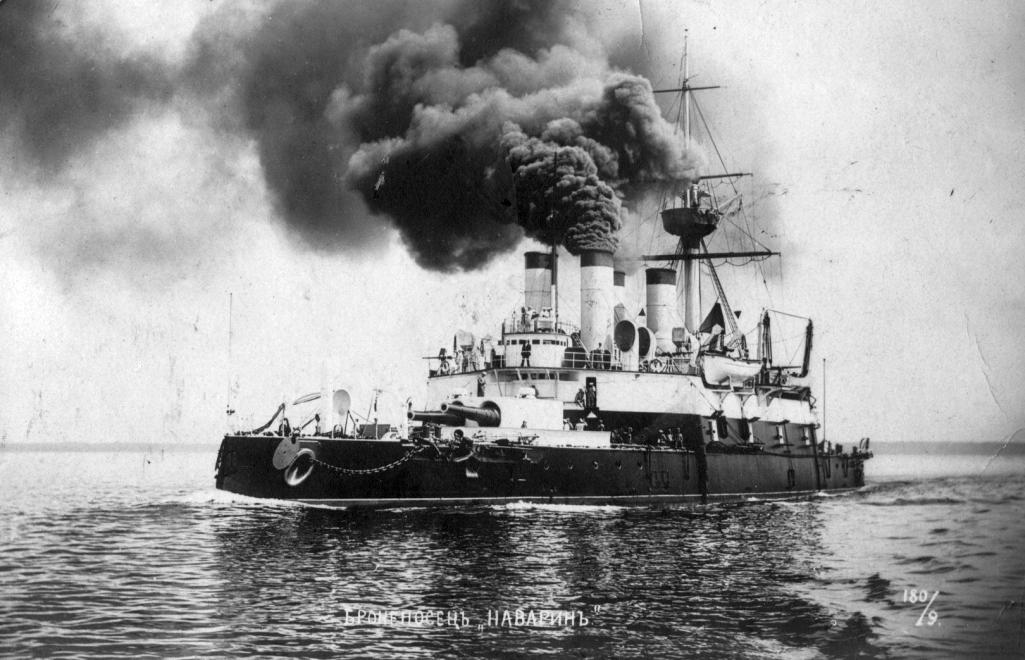
O Navarin em 1905

O projeto do Navarin foi baseado nos ironclads da Classe Trafalgar construídos para a Marinha Real Britânica. A Marinha Imperial originalmente encomendou uma embarcação menor, porém mudou de ideia e pediu por um navio maior depois considerar os couraçados alemães da Classe Brandenburg como sendo muito superiores. Outras mudanças após a encomenda incluíram substituição da bateria principal por armas mais poderosas e aumento do armamento secundário de 152 milímetros de seis canhões para oito. O projeto básico do Navarin acabou estabelecendo uma configuração padrão para os pré-dreadnoughts russos que viriam a seguir.
O navio foi designado para servir na Frota do Báltico, porém passou boa parte de seus primeiros anos de serviço atuando no Mar Mediterrâneo e no Sudeste Asiático. Enquanto estava neste último, participou da 1900 da supressão do Levante dos Boxers na China como parte da Aliança das Oito Nações. Voltou para o Mar Báltico em 1902, porém foi designado para a 2ª Esquadra do Pacífico em 1904 logo depois do início da Guerra Russo-Japonesa, sendo enviado para Porto Artur. O Navarin navegou pelo Mediterrâneo, atravessou o Canal de Suez e seguiu para Vladivostok. A frota foi emboscada na Batalha de Tsushima em maio de 1905, quando o navio foi seriamente danificado por disparos de couraçados inimigos durante a primeira parte da batalha, afundando já na madrugada depois de bater em minas navais.
| Navio             | Armas principais | Deslocamento | Propulsão                                      | Serviço      | Serviço         | Serviço         | Serviço          |
| Navio             | Armas principais | Deslocamento | Propulsão                                      | Batimento    | Lançamento      | Comissionamento | Destino          |
| ----------------- | ---------------- | ------------ | ---------------------------------------------- | ------------ | --------------- | --------------- | ---------------- |
| Navarin (Наварин) | 4 × 305 mm       | 10 370 t     | 2 motores de tripla-expansão; 14 nós (26 km/h) | maio de 1890 | outubro de 1891 | junho de 1896   | Afundado em 1905 |

### Tri Sviatitelia

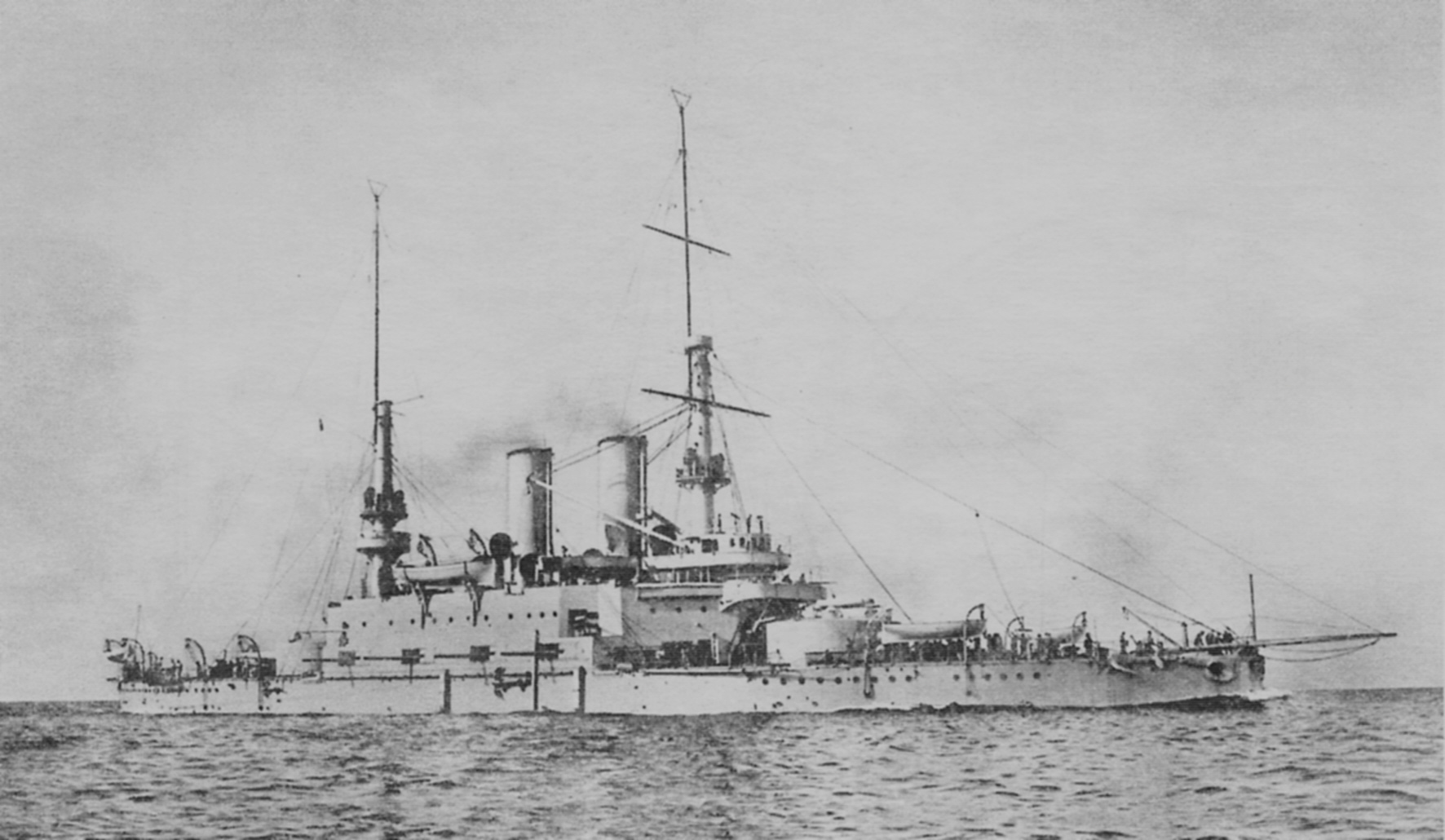
O Tri Sviatitelia

O projeto do Tri Sviatitelia foi baseado em seu predecessor Navarin, porém sendo uma versão maior e com melhoramentos nos armamentos e blindagem. Consequentemente, o navio era consideravelmente maior, sendo 7,2 metros mais comprido, possuindo uma boca 1,8 metros mais larga e com um deslocamento aproximadamente três mil toneladas maior.
O Tri Sviatitelia serviu no Mar Negro. Ele foi a capitânia da frota que tentou recapturar o amotinado Kniaz Potemkin Tavricheski em 1905. Com o início da Primeira Guerra Mundial em 1914, o navio foi usado em ações contra o Império Otomano. Ele participou da Batalha do Cabo Saric em novembro contra o cruzador de batalha Yavuz Sultan Selim, porém não conseguiu acertar o inimigo. Pelos anos seguintes atuou principalmente em funções de bombardeios litorâneos contra posições otomanas. Ele estava em reformas quando a Revolução Russa começou em 1917, sendo capturado pelos alemães em Sebastopol em maio de 1918 e depois entregue aos Aliados em novembro após o Armistício. Os britânicos destruíram seus motores no ano seguinte para que não pudesse ser mais usado. Foi então capturado pelos dois lados da Guerra Civil Russa até ser abandonado pelo Exército Branco em 1920, sendo desmontado três anos depois.
| Navio                           | Armas principais | Deslocamento | Propulsão                                      | Serviço        | Serviço          | Serviço         | Serviço            |
| Navio                           | Armas principais | Deslocamento | Propulsão                                      | Batimento      | Lançamento       | Comissionamento | Destino            |
| ------------------------------- | ---------------- | ------------ | ---------------------------------------------- | -------------- | ---------------- | --------------- | ------------------ |
| Tri Sviatitelia (Три Святителя) | 4 × 305 mm       | 13 630 t     | 2 motores de tripla-expansão; 16 nós (30 km/h) | agosto de 1891 | novembro de 1893 | outubro de 1896 | Desmontado em 1923 |

### Sissoi Veliki

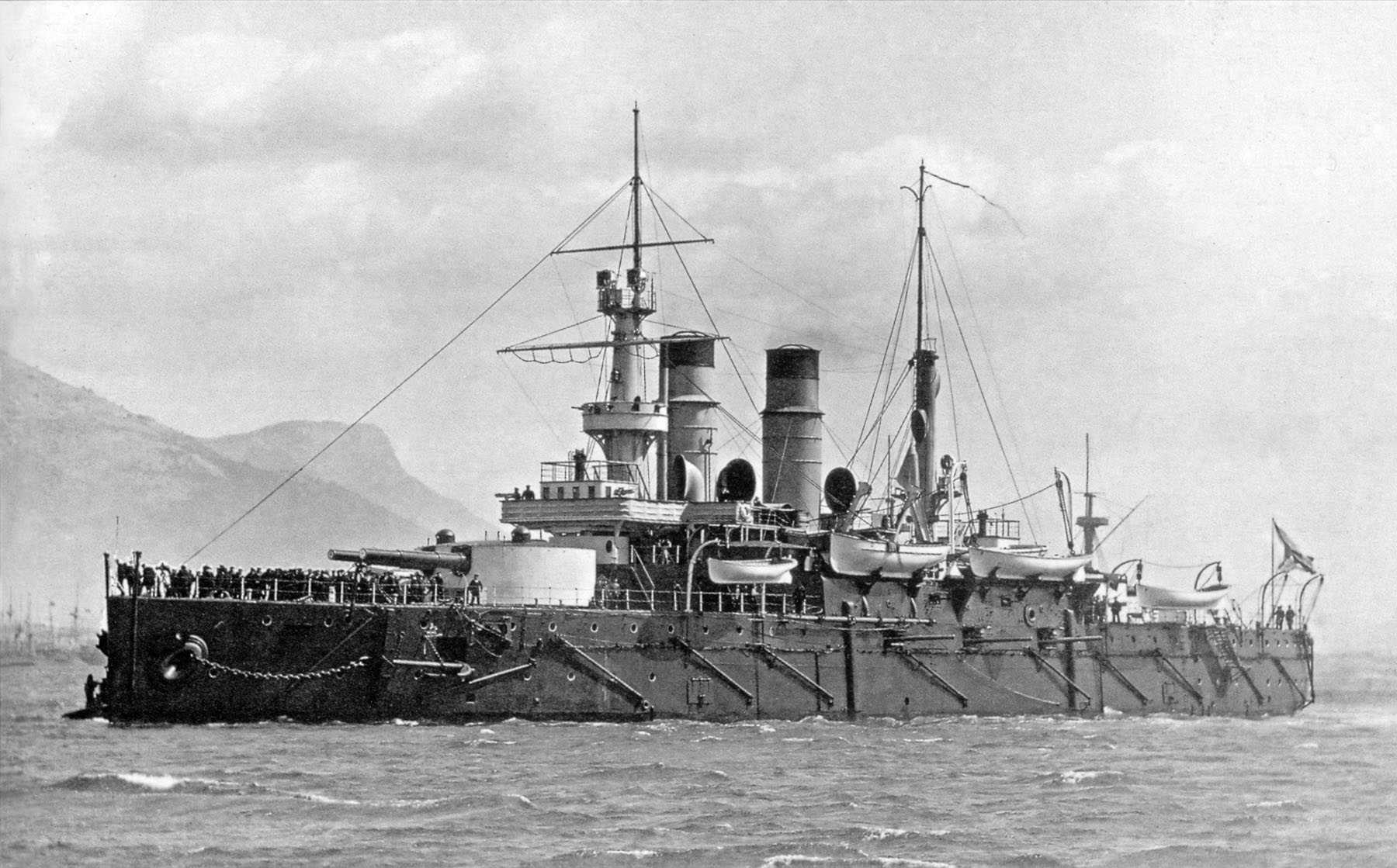
O Sissoi Veliki em 1897

A ideia original do que se tornaria o Sissoi Veliki era para uma embarcação de tamanho médio com 8,6 mil toneladas e armado com três canhões de 305 milímetros, porém os almirantes da frota não ficaram satisfeitos com o projeto. O desenho foi revisado pelo Comitê Técnico Naval, baseando-se no Navarin, aumentando o deslocamento e ampliando a bateria principal para quatro canhões de 305 milímetros. Houve também discussões sobre o armamento secundário, com armas russas obsoletas de 152 milímetros sendo escolhidas no lugar de canhões de 120 milímetros britânicos superiores porque o Comitê Técnico não queria utilizar armamentos estrangeiros. Mais alterações de projeto ocorreram durante a construção, o que atrasou a finalização do navio em anos.
O Sissoi Veliki entrou em serviço com várias conhecidas falhas de projeto e construção, resultado de baixa capacidade industrial, fornecedores de péssima qualidade e erros no gerenciamento das obras. O navio foi logo enviado para o Mediterrâneo a fim de  intervir em uma revolta grega em Creta contra o domínio otomano. Em seguida foi para o Sudeste Asiático para reforçar a presença russa na região, envolvendo-se em 1900 na supressão do Levante dos Boxers. Voltou para casa em 1902 e passou os dois anos seguintes sob reparos. Com o início da Guerra Russo-Japonesa em 1904, foi designado para a 2ª Esquadra do Pacífico e partiu rumo a Porto Artur. A força russa foi atacada por uma frota japonesa na Batalha de Tsushima em maio de 1905, onde o Sissoi Veliki foi seriamente danificado pela artilharia e torpedos inimigos, afundando algumas horas depois.
| Navio                         | Armas principais | Deslocamento | Propulsão                                      | Serviço      | Serviço       | Serviço         | Serviço          |
| Navio                         | Armas principais | Deslocamento | Propulsão                                      | Batimento    | Lançamento    | Comissionamento | Destino          |
| ----------------------------- | ---------------- | ------------ | ---------------------------------------------- | ------------ | ------------- | --------------- | ---------------- |
| Sissoi Veliki (Сисой Великий) | 4 × 305 mm       | 10 600 t     | 2 motores de tripla-expansão; 15 nós (29 km/h) | maio de 1892 | junho de 1894 | outubro de 1896 | Afundado em 1905 |

### ClassePetropavlovsk

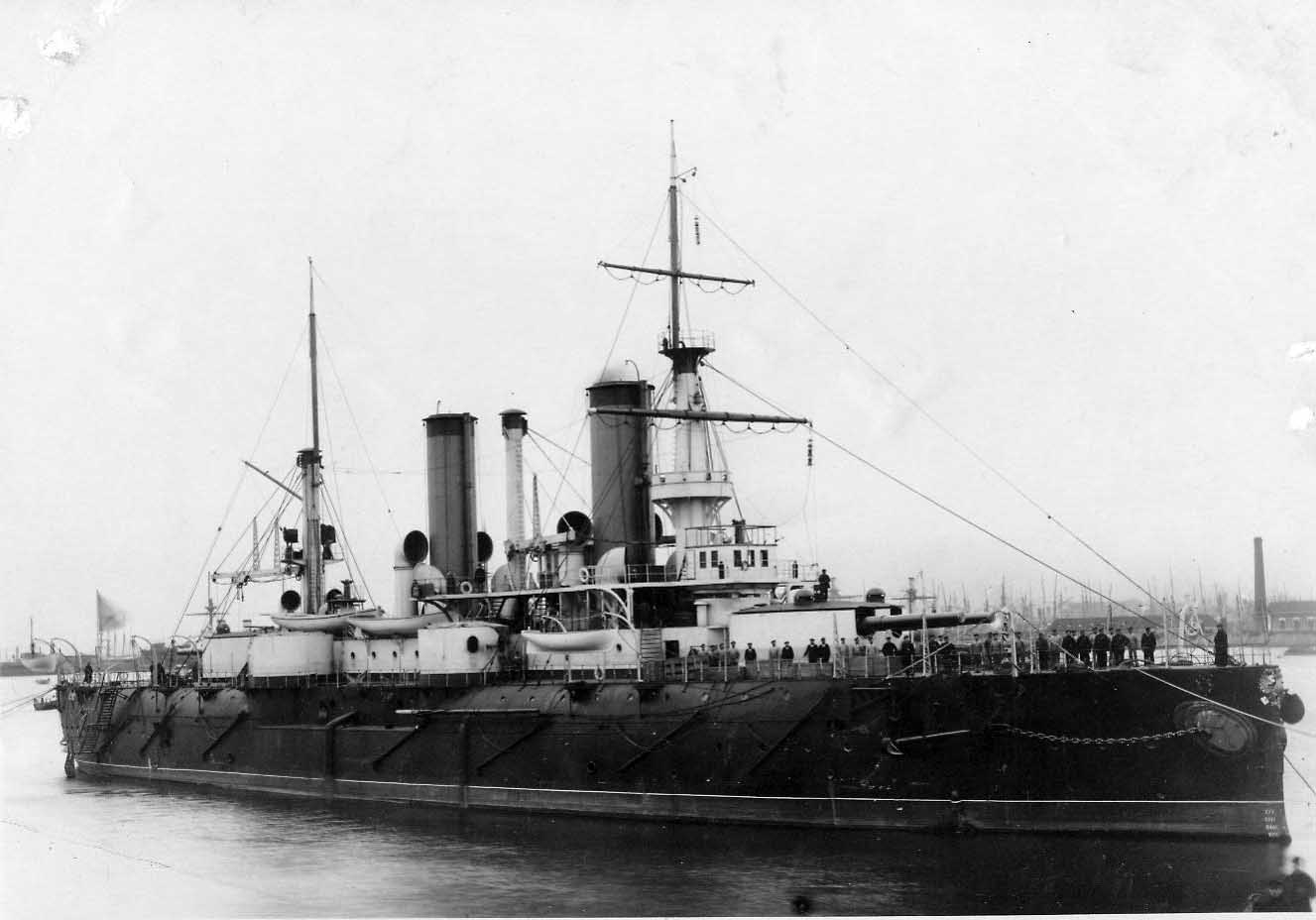
O Poltava c. 1899–1904

A construção inicial de couraçados russos foi marcada por falta de uniformidade, pois o almirante Ivan Shestakov, o encarregado da construção dos navios da Marinha Imperial, enxergava pouco valor em classes. Entretanto, em 1890 o programa de construção naval russo atrasado, assim foi proposto construir três couraçados de uma vez para tentar compensar o tempo perdido. Barbetas mais leves permitiram uma borda livre mais alta e a bateria secundária de canhões de 152 milímetros foi montada em torres de artilharia no convés baseadas nos couraçados norte-americanos da Classe Indiana. Testes em miniaturas do casco mostraram uma velocidade máxima de dezesseis nós, um nó abaixo do planejado, porém esta velocidade baixa foi aceita para que as construções não fosse adiada.
Os três foram designados para servir em Porto Artur, com o Petropavlovsk chegando em 1900 e participando da supressão do Levante dos Boxers. O Poltava e o Sebastopol chegaram no ano seguinte. A Guerra Russo-Japonesa começou em fevereiro de 1904 com a Batalha de Porto Artur, onde os três foram alvejados pelos japoneses. No final do mês seguinte o Petropavlovsk bateu em uma mina naval e afundou, matando o vice-almirante Stepan Makarov. Em agosto o Poltava e o Sebastopol participaram da inconclusiva Batalha do Mar Amarelo, tendo sido alvejados várias vezes. No Cerco de Porto Artur, o Poltava foi afundado em dezembro pela artilharia japonesa e o Sebastopol deliberadamente afundado em janeiro de 1905. O Poltava foi reflutuado pelos japoneses, classificado como navio de defesa de costa e comissionado na Marinha Imperial Japonesa como Tango (丹後). Foi vendido de volta para a Rússia em março de 1916 e renomeado para Chesma (Чесма). Sua tripulação juntou-se aos bolcheviques após o início da Revolução Russa em 1917, porém foi capturado pelos britânicos no ano seguinte. Foi abandonado em 1919 quando os britânicos deixaram a Rússia, sendo desmontado em 1924.
| Navio                         | Armas principais | Deslocamento | Propulsão                                      | Serviço      | Serviço          | Serviço         | Serviço            |
| Navio                         | Armas principais | Deslocamento | Propulsão                                      | Batimento    | Lançamento       | Comissionamento | Destino            |
| ----------------------------- | ---------------- | ------------ | ---------------------------------------------- | ------------ | ---------------- | --------------- | ------------------ |
| Petropavlovsk (Петропавловск) | 4 × 305 mm       | 12 030 t     | 2 motores de tripla-expansão; 16 nós (30 km/h) | maio de 1892 | novembro de 1894 | 1899            | Afundado em 1904   |
| Poltava (Полтава)             | 4 × 305 mm       | 12 030 t     | 2 motores de tripla-expansão; 16 nós (30 km/h) | maio de 1892 | novembro de 1894 | 1899            | Desmontado em 1924 |
| Sebastopol (Севастополь)      | 4 × 305 mm       | 12 030 t     | 2 motores de tripla-expansão; 16 nós (30 km/h) | maio de 1892 | junho de 1895    | 1900            | Afundado em 1905   |

### Rostislav

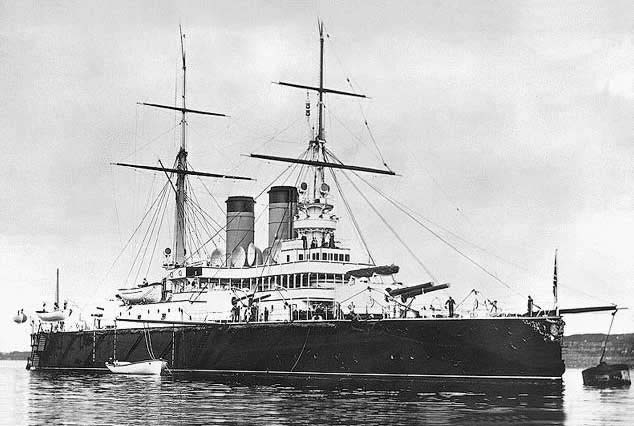
O Rostislav c. 1901

O Rostislav foi originalmente concebido como um couraçado pequeno de até cinco mil toneladas similar a um navio de defesa de costa para operações no Mar Negro. Entretanto, o Comitê Técnico Naval avaliou que não seria possível qualquer combinação significativa de poder de fogo, blindagem, velocidade e estabilidade abaixo de seis mil toneladas. Houve também longos debates se o armamento principal deveria ser de canhões de 254 ou 305 milímetros, com o armamento menor acabando por ser o escolhido. Mesmo assim, um aumento de deslocamento para nove mil toneladas foi aceito. O Rostislav acabou tendo o mesmo casco do Sissoi Veliki, mas protegido com blindagem Harvey. Além disso, foi o primeiro couraçado russo com armas elevadas a energia elétrica.
O couraçado atuou como a vice-capitânia da Frota do Mar Negro até 1912. Foi o primeiro navio da marinha a ser comandando por um membro da família imperial, o grão-duque Alexandre Mikhailovich. O Rostislav teve um início de carreira marcado por problemas em suas caldeiras que persistiram até 1905, passando por várias alterações que aumentaram seu calado e fizeram seu cinturão de blindagem ficar totalmente submerso em 1907. Várias propostas de modernização foram feitas pela década de 1900, mas nenhuma foi levada adiante. Após o início da Primeira Guerra Mundial em 1914, foi usado em operações contra o Império Otomano, principalmente em bombardeios litorâneos. Em novembro de 1914 também participou da Batalha do Cabo Saric contra o Yavuz Sultan Selim. O navio foi abandonado em Sebastopol em 1918 após o início da Revolução Russa, sendo deliberadamente afundado no Estreito de Kerch em novembro de 1920 para que não fosse capturado. Foi parcialmente desmontado dez anos depois.
| Navio                 | Armas principais | Deslocamento | Propulsão                                      | Serviço         | Serviço          | Serviço         | Serviço          |
| Navio                 | Armas principais | Deslocamento | Propulsão                                      | Batimento       | Lançamento       | Comissionamento | Destino          |
| --------------------- | ---------------- | ------------ | ---------------------------------------------- | --------------- | ---------------- | --------------- | ---------------- |
| Rostislav (Ростислав) | 4 × 254 mm       | 10 690 t     | 2 motores de tripla-expansão; 15 nós (29 km/h) | janeiro de 1894 | setembro de 1896 | março de 1900   | Afundado em 1920 |

### ClassePeresvet

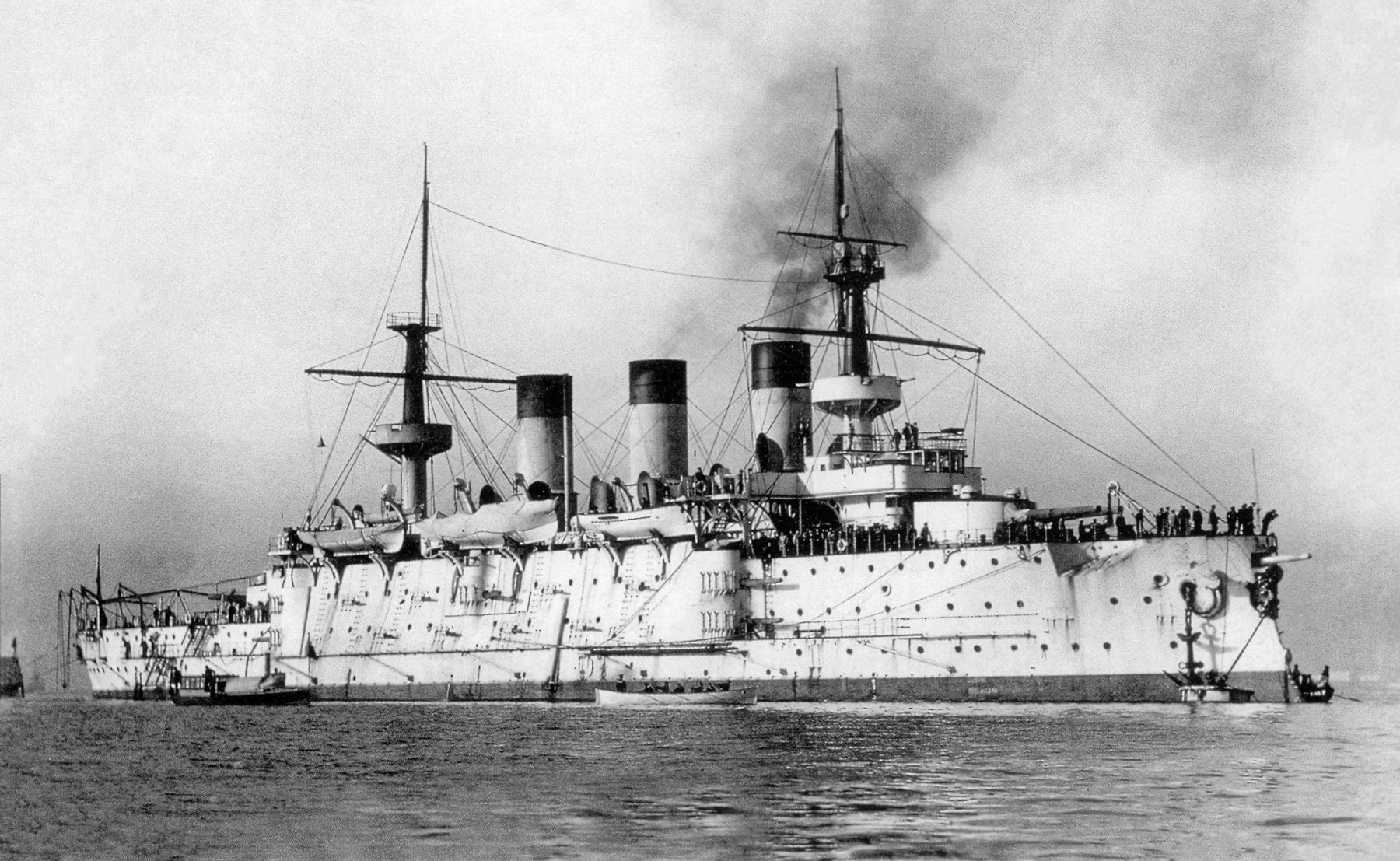
O Peresvet em 1901

A Classe Peresvet foi projetada para apoiar os cruzadores blindados russos em possíveis ataques a navios mercantes em tempos de guerra, tendo sido encomendados como uma resposta aos couraçados de segunda linha britânicos da Classe Centurion. Essa função de apoio aos cruzadores e de ataques mercantes fez com que o projeto fosse mais direcionado para velocidade e autonomia em detrimento de blindagem e armamento pesado. Apenas dois navios foram originalmente planejados, mas um terceiro foi encomendado alguns anos depois dos dois primeiros a fim de manter o Estaleiro do Báltico ocupado antes que um novo projeto fosse preparado.
O Peresvet foi enviado para Porto Artur assim que entrou em serviço e tornou-se a capitânia da Esquadra do Pacífico, recebendo a companhia do Pobeda dois anos depois. Ambos foram atacados na Batalha de Porto Artur no início da Guerra Russo-Japonesa em fevereiro de 1904 e em agosto participaram da Batalha do Mar Amarelo. Foram atingidos várias vezes durante o Cerco de Porto Artur, com o Pobeda afundando de seus danos e o Peresvet sendo deliberadamente afundado. O Oslyabya estava à caminho de Porto Artur quando a guerra começou e voltou para casa, fazendo a viagem até o Extremo Oriente na 2ª Esquadra do Pacífico. Ele foi atingido várias vezes por couraçados japoneses durante a Batalha de Tsushima em maio de 1905 e afundou. O Peresvet e o Pobeda foram reflutuados pelos japones após a guerra e comissionados na Marinha Imperial Japonesa como Sagami (相模) e Suwo (周防), sendo usados como navios de defesa de costa. O Sagami foi vendido de volta para a Rússia em 1916 e reassumiu seu nome original, afundando em Porto Said no Egito em janeiro de 1917 depois de bater em uma mina alemã. O Suwo foi usado pelos japoneses até ser desmontado em 1923.
| Navio               | Armas principais | Deslocamento | Propulsão                                      | Serviço           | Serviço          | Serviço         | Serviço            |
| Navio               | Armas principais | Deslocamento | Propulsão                                      | Batimento         | Lançamento       | Comissionamento | Destino            |
| ------------------- | ---------------- | ------------ | ---------------------------------------------- | ----------------- | ---------------- | --------------- | ------------------ |
| Peresvet (Пересвет) | 4 × 254 mm       | 14 640 t     | 3 motores de tripla-expansão; 18 nós (33 km/h) | novembro de 1895  | maio de 1898     | agosto de 1901  | Afundado em 1917   |
| Oslyabya (Ослябя)   | 4 × 254 mm       | 14 640 t     | 3 motores de tripla-expansão; 18 nós (33 km/h) | novembro de 1895  | dezembro de 1898 | agosto de 1903  | Afundado em 1905   |
| Pobeda (Победа)     | 4 × 254 mm       | 14 640 t     | 3 motores de tripla-expansão; 18 nós (33 km/h) | fevereiro de 1899 | maio de 1900     | outubro de 1902 | Desmontado em 1923 |

### Kniaz Potemkin Tavricheski

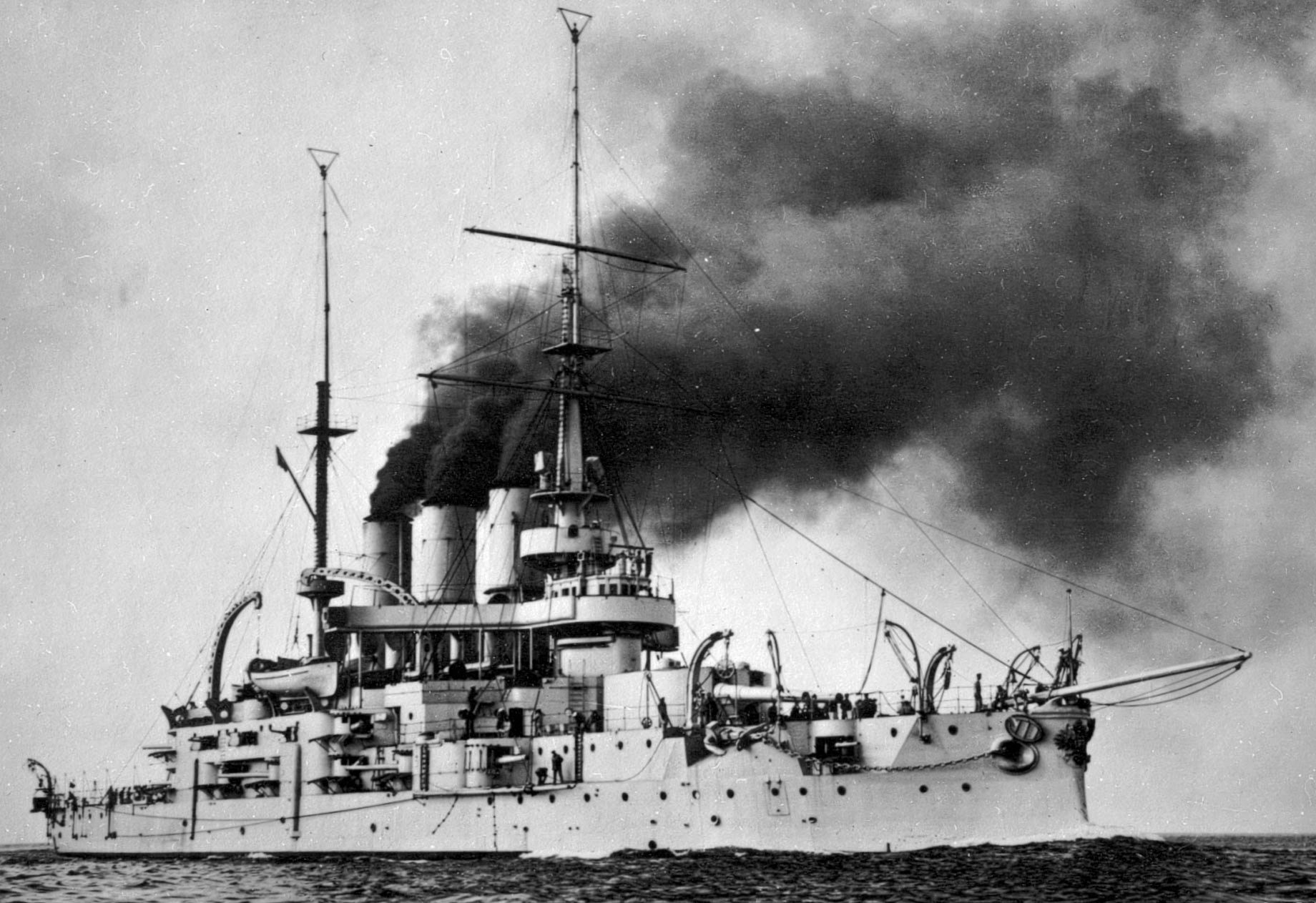
O Panteleimon, anteriormente Kniaz Potemkin Tavricheski, em 1906

O Kniaz Potemkin Tavricheski foi originalmente concebido como uma repetição da predecessora Classe Peresvet, porém isto foi barrado pelo general almirante Aleixo Alexandrovich, que argumentou que as pequenas armas de 254 milímetros e a grande autonomia eram inadequadas para os confins do Mar Negro, onde a embarcação atuaria. Consequentemente, uma versão aprimorada do Tri Sviatitelia foi encomendada. Melhoramentos incluíram um castelo da proa mais elevado para melhorar a navegabilidade, blindagem feita de aço cimentado Krupp e caldeiras mais modernas. Alterações no projeto ocorreram até mesmo após o início da construção.
A tripulação do Kniaz Potemkin Tavricheski se amotinou no final de junho de 1905 em meio à Revolução Russa de 1905, matando seu oficial comandante e outros oficiais graduados. A Marinha Imperial convocou outros navios para recapturar o couraçado, porém todas as tentativas falharam. Ele seguiu para a Romênia, onde os tripulantes se renderam para as autoridades locais. O governo romeno devolveu o couraçado aos russos. Foi renomeado para Panteleimon (Пантелеймон) em outubro, continuando a servir pelos anos seguintes com apenas alguns pequenos incidentes. Participou de várias operações contra o Império Otomano após o início da Primeira Guerra Mundial, incluindo a Batalha do Cabo Saric. Foi renomeado para Potemkin-Tavricheski (Потёмкин-Таврический) em abril de 1917 após o início da Revolução Russa, porém no mês seguinte foi renomeado novamente, agora para Borets za Svobodu (Борец за Свободу). Foi colocado na reserva em março de 1918, sendo capturado por alemães, britânicos e depois os dois lados da Guerra Civil Russa até ser desmontado em 1923.
| Navio                                                   | Armas principais | Deslocamento | Propulsão                                       | Serviço         | Serviço         | Serviço         | Serviço            |
| Navio                                                   | Armas principais | Deslocamento | Propulsão                                       | Batimento       | Lançamento      | Comissionamento | Destino            |
| ------------------------------------------------------- | ---------------- | ------------ | ----------------------------------------------- | --------------- | --------------- | --------------- | ------------------ |
| Kniaz Potemkin Tavricheski (Князь Потёмкин-Таврический) | 4 × 305 mm       | 13 110 t     | 2 motores de tripla- expansão; 16 nós (30 km/h) | outubro de 1898 | outubro de 1900 | 1905            | Desmontado em 1923 |

### Retvizan

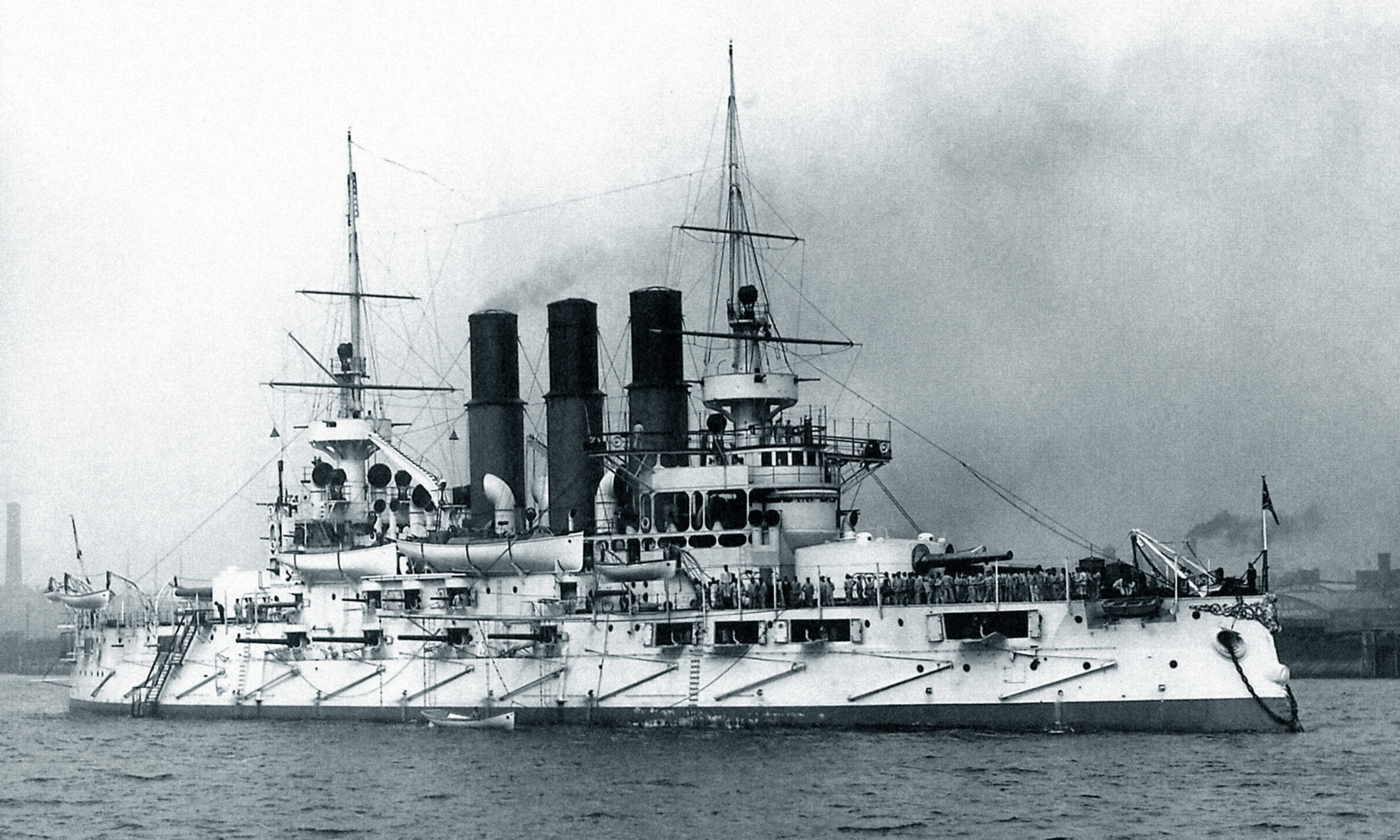
O Retvizan em 1902

O Retvizan tinha a intenção de se igualar aos novos couraçados do Japão e seu projeto foi baseado tanto na Classe Peresvet quanto no Kniaz Potemkin Tavricheski, porém com a velocidade máxima elevada para dezoito nós e também com maior autonomia. Como os estaleiros russos estavam em capacidade máxima na época, foi decidido encomendar a construção no exterior. O contrato acabou ficando com a William Cramp & Sons dos Estados Unidos, cujo dono, Charles Henry Cramp, já tinha nessa altura um relacionamento de décadas com a Marinha Imperial, tendo construído vários cruzadores auxiliares para os russos desde a década de 1870.
O navio foi enviado para servir em Porto Artur em 1903. A Guerra Russo-Japonesa começou no ano seguinte e o Retvizan foi torpedeado logo no início da Batalha de Porto Artur, encalhando. Porém foi reflutuado em tempo para participar da Batalha do Mar Amarelo, quando foi alvejado várias vezes, mas foi capaz de salvar o Tsesarevich da destruição. A embarcação acabou afundada pela artilharia japonesa em dezembro de 1904 durante o Cerco a Porto Artur. O couraçado foi reflutuado e consertado, sendo comissionado na Marinha Imperial Japonesa em novembro 1908 como Hizen (肥前). Ele continuou sob serviço japonês até ser afundado como alvo de tiro em julho de 1924.
| Navio               | Armas principais | Deslocamento | Propulsão                                      | Serviço       | Serviço         | Serviço         | Serviço          |
| Navio               | Armas principais | Deslocamento | Propulsão                                      | Batimento     | Lançamento      | Comissionamento | Destino          |
| ------------------- | ---------------- | ------------ | ---------------------------------------------- | ------------- | --------------- | --------------- | ---------------- |
| Retvizan (Ретвизан) | 4 × 305 mm       | 12 985 t     | 2 motores de tripla-expansão; 18 nós (33 km/h) | julho de 1899 | outubro de 1900 | março de 1902   | Afundado em 1924 |

### Tsesarevich

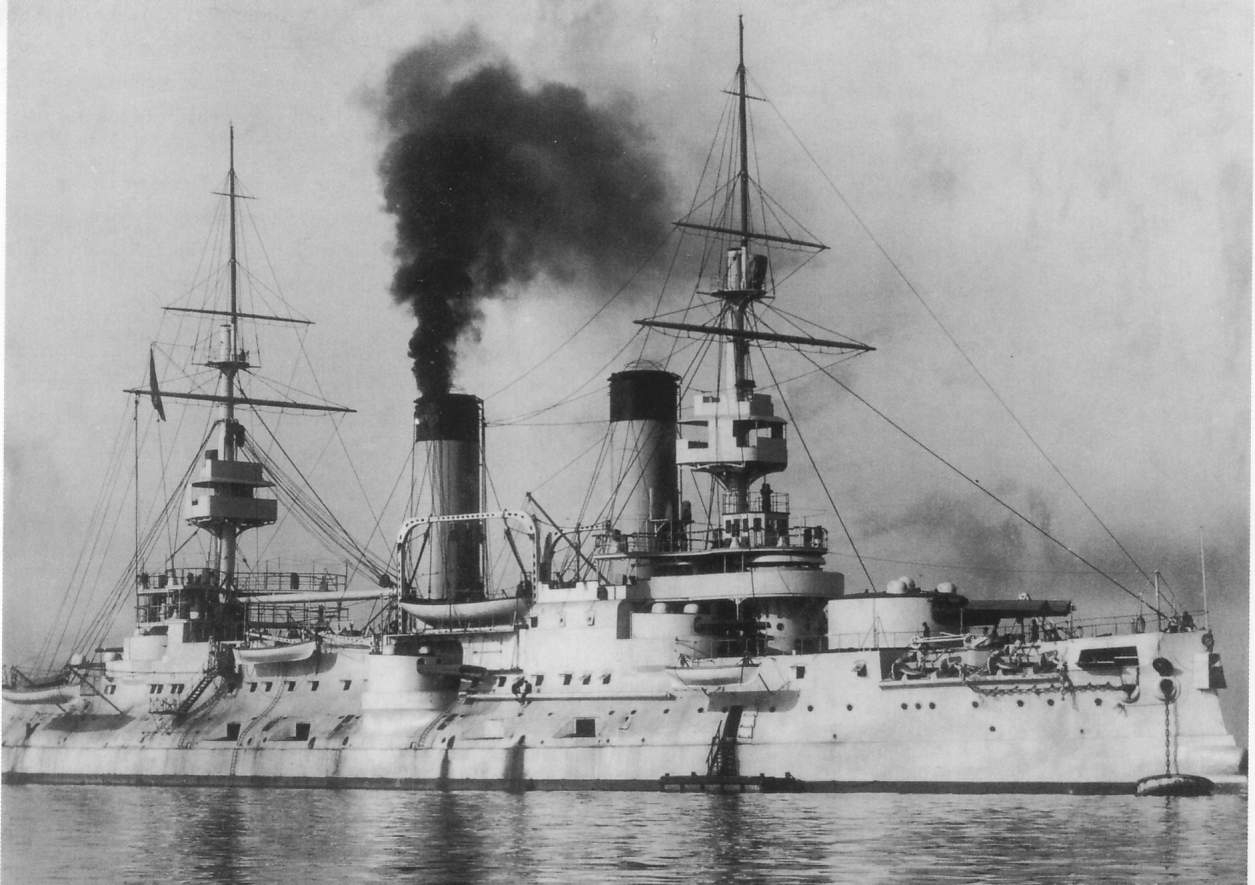
O Tsesarevich em 1903

Assim como o Retvizan, o Tsesarevich foi encomendado de um estaleiro estrangeiro porque os estaleiros russos já estavam com a capacidade máxima de produção. O escolhido foi a Forges et Chantiers de la Méditerranée da França, com o projeto sendo uma versão modificada do couraçado francês Jauréguiberry. O navio foi construído com um casco que se afinava gradualmente acima da linha d'água, o que melhorava a borda livre e reduzia o peso estrutural, mas por outro lado piorava a flutuabilidade e estabilidade.
O Tsesarevich foi designado para Porto Artur assim que entrou em serviço, chegando no final de 1903. Foi torpedeado em fevereiro de 1904 na Batalha de Porto Artur, que marcou o início da Guerra Russo-Japonesa, encalhando na entrada do porto, mas foi reflutuado e consertado. O couraçado foi a capitânia do contra-almirante Wilgelm Vitgeft durante a Batalha do Mar Amarelo em agosto, sendo o foco da artilharia japonesa que conseguiu danificar a embarcação e matar Vitgeft. O Tsesarevich acabou se refugiando no porto alemão de Tsingtao, permanecendo internado e desarmado no local até o fim da guerra. Voltou para a Rússia após o fim do conflito, servindo no Mar Báltico pelos mais de dez ano seguintes. Foi muito pouco usado após o começo da Primeira Guerra Mundial em 1914. Sua tripulação se amotinou em março de 1917 após o início da Revolução Russa e no mês seguinte o navio foi renomeado para Grazhdanin (Гражданин), lutando contra forças alemãs em outubro na Batalha do Estreito de Moon. Foi tomado pelos bolcheviques no final do ano e permaneceu em Kronstadt até ser desmontado em 1924.
| Navio                   | Armas principais | Deslocamento | Propulsão                                      | Serviço       | Serviço           | Serviço         | Serviço            |
| Navio                   | Armas principais | Deslocamento | Propulsão                                      | Batimento     | Lançamento        | Comissionamento | Destino            |
| ----------------------- | ---------------- | ------------ | ---------------------------------------------- | ------------- | ----------------- | --------------- | ------------------ |
| Tsesarevich (Цесаревич) | 4 × 305 mm       | 13 105 t     | 2 motores de tripla-expansão; 18 nós (33 km/h) | julho de 1899 | fevereiro de 1901 | agosto de 1903  | Desmontado em 1924 |

### ClasseBorodino

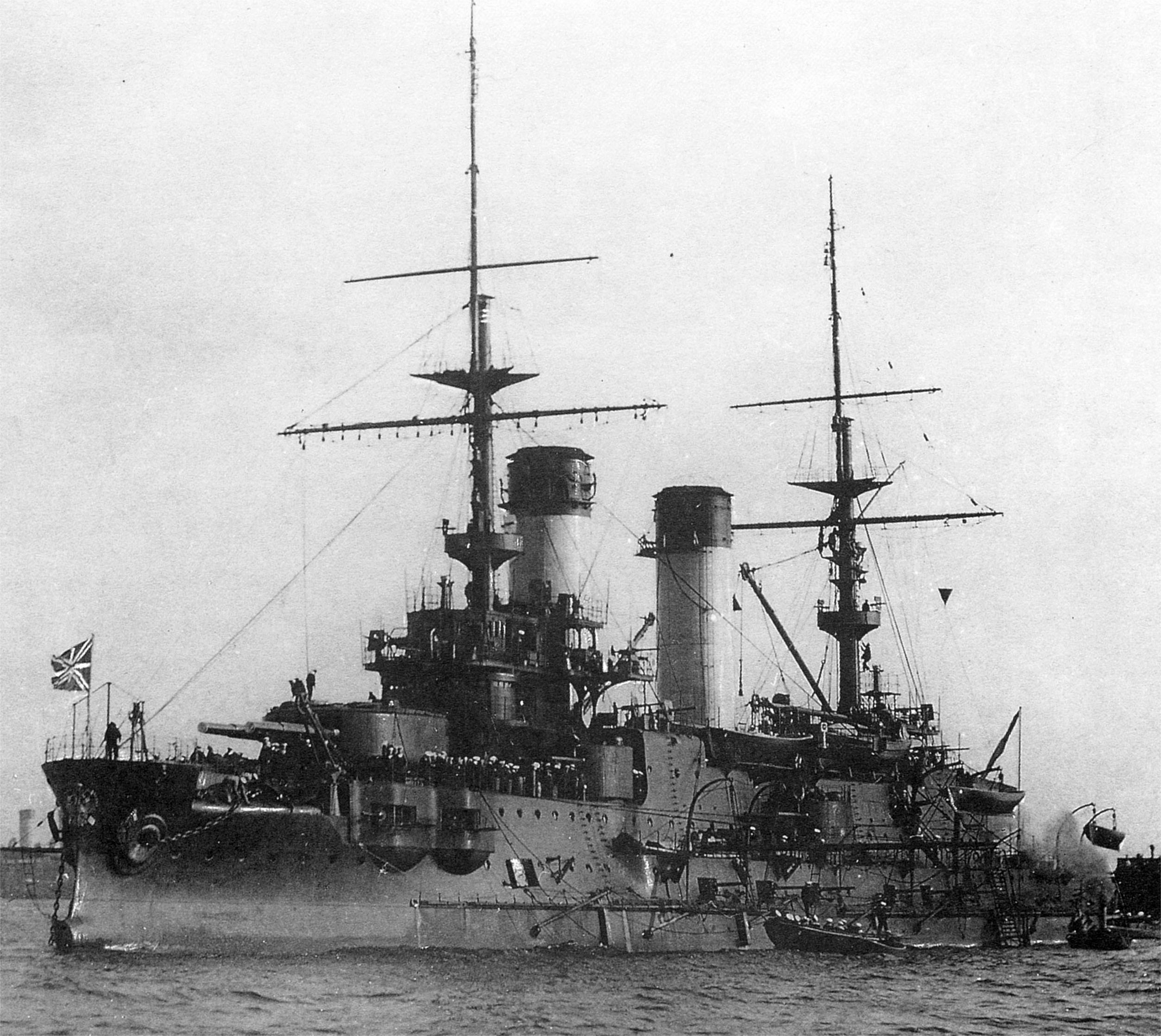
O Borodino em 1904

A Classe Borodino foi a mais numerosa construída na Rússia e seu projeto foi muito baseado em seu predecessor Tsesarevich. Mudanças incluíram um casco maior, torres de artilharia maiores e também maquinários mais pesados. Além disso, a adição de mais armas terciárias de 75 milímetros em casamatas nas laterais das embarcações acima do cinturão de blindagem fez com que o casco que afinava-se na linha d'água para o convés principal fosse deletado à meia-nau, permanecendo apenas na proa e na popa.
Os quatro primeiros navios foram designados para a 2ª Esquadra do Pacífico pouco depois de entrarem em serviço, sendo encarregados de aliviar o Cerco de Porto Artur, com o Kniaz Suvorov atuando como a capitânia do vice-almirante Zinovi Rozhestvenski. A força enfrentou os japoneses na Batalha de Tsushima em maio de 1905, em que o Borodino, Imperator Alexandr III e Kniaz Suvorov foram afundados. O Oryol foi seriamente danificado e se rendeu. Ele foi reformado pelos japoneses e comissionado em sua Marinha Imperial como Iwami (石見) em junho de 1907, servindo até ser afundado como alvo de tiro em 1924. O Slava ficou na Rússia e atuou principalmente como navio-escola para novos oficiais. Na Primeira Guerra Mundial, enfrentou a Frota de Alto-Mar alemã na Batalha do Golfo de Riga em agosto de 1915 e depois na Batalha do Estreito de Moon em outubro de 1917. Nesta última, foi seriamente danificado e deliberadamente afundado. Seus destroços só foram ser desmontados em 1935.
| Navio                                            | Armas principais | Deslocamento | Propulsão                                      | Serviço          | Serviço          | Serviço          | Serviço            |
| Navio                                            | Armas principais | Deslocamento | Propulsão                                      | Batimento        | Lançamento       | Comissionamento  | Destino            |
| ------------------------------------------------ | ---------------- | ------------ | ---------------------------------------------- | ---------------- | ---------------- | ---------------- | ------------------ |
| Borodino (Бородино)                              | 4 × 305 mm       | 14 645 t     | 2 motores de tripla-expansão; 18 nós (33 km/h) | maio de 1900     | setembro de 1901 | agosto de 1904   | Afundados em 1905  |
| Imperator Alexandr III (Император Александр III) | 4 × 305 mm       | 14 645 t     | 2 motores de tripla-expansão; 18 nós (33 km/h) | maio de 1900     | agosto de 1902   | novembro de 1903 | Afundados em 1905  |
| Oryol (Орёл)                                     | 4 × 305 mm       | 14 645 t     | 2 motores de tripla-expansão; 18 nós (33 km/h) | junho de 1900    | julho de 1902    | outubro de 1904  | Afundado em 1924   |
| Kniaz Suvorov (Князь Суворов)                    | 4 × 305 mm       | 14 645 t     | 2 motores de tripla-expansão; 18 nós (33 km/h) | setembro de 1901 | setembro de 1902 | setembro de 1904 | Afundado em 1905   |
| Slava (Слава)                                    | 4 × 305 mm       | 14 645 t     | 2 motores de tripla-expansão; 18 nós (33 km/h) | novembro de 1902 | agosto de 1903   | outubro de 1905  | Desmontado em 1935 |

### ClasseEvstafi

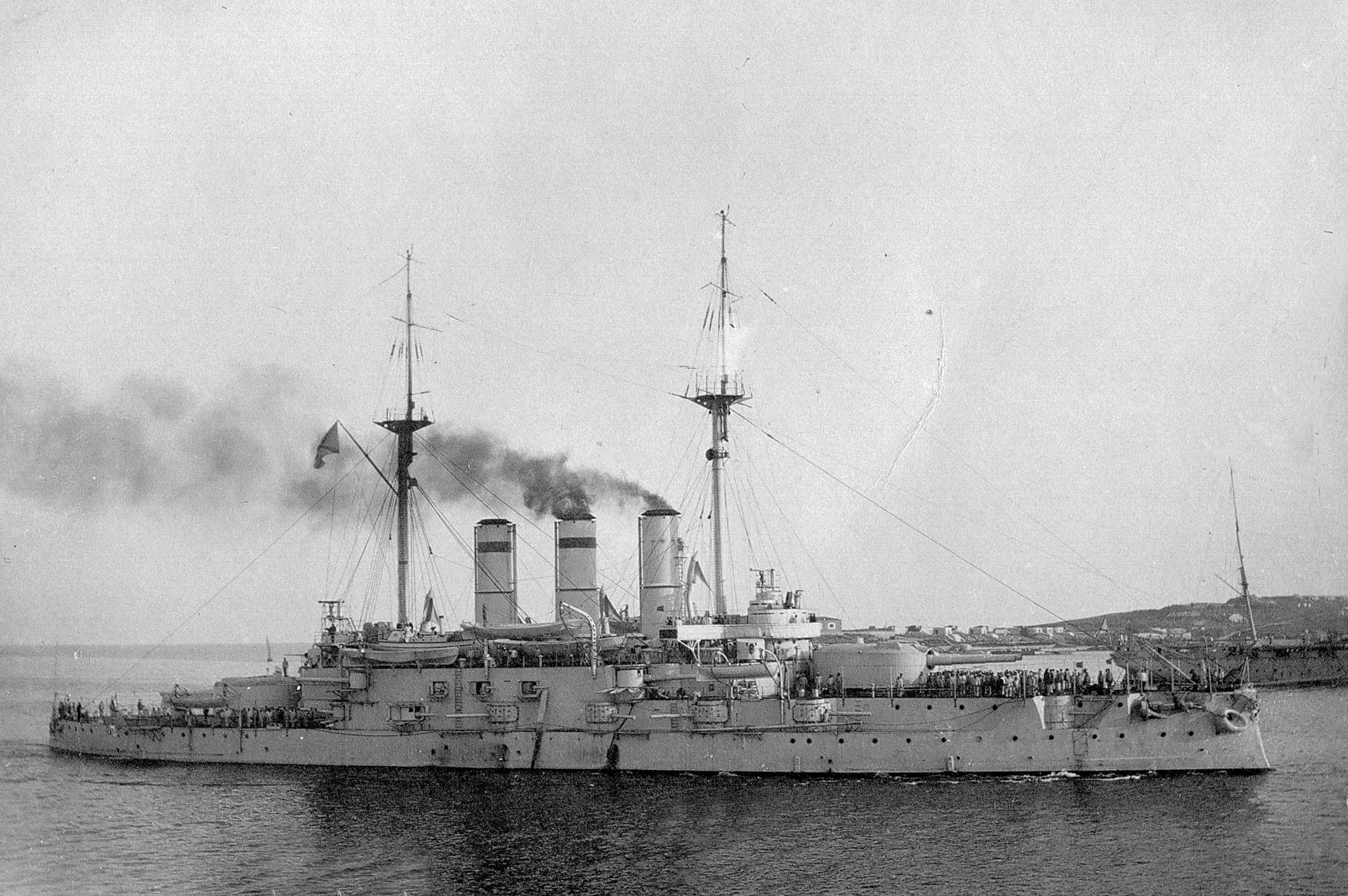
O Evstafi em 1910

O projeto da Classe Evstafi foi baseado no Kniaz Potemkin Tavricheski, mas ligeiramente maior. Várias mudanças foram implementadas após a derrota na Guerra Russo-Japonesa com o objetivo de refletir as lições aprendidas com o conflito. Estas incluíram o aumento da elevação dos canhões principais de quinze para 35 graus, redução do número de tubos de torpedo, fortalecimento da proteção à vante e à ré do cinturão de blindagem e adição de uma segunda torre de comando na parte de ré da superestrutura. Também houve mudanças implementadas para reduzir peso, incluindo o uso de mastros de poste e retrancas no lugar dos guindastes dos botes.
Os navios tiveram carreiras tranquilas em tempos de paz que consistiram principalmente em exercícios de artilharia. Envolveram-se em operações contra o Império Otomano após o início da Primeira Guerra Mundial. Participaram da Batalha do Cabo Saric em novembro de 1914, quando enfrentaram o cruzador de batalha Yavuz Sultan Selim em um confronto inconclusivo. O Evstafi acertou o navio otomano uma vez e foi atingido cinco. Pelos anos seguintes ocuparam-se de operações de bombardeio litorâneo. Foram colocados na reserva em março de 1918, sendo capturados pelos alemães em maio e depois entregues aos Aliados em dezembro. Seus motores foram destruídos pelos britânicos em abril de 1919 e foram capturados pelos dois lados da Guerra Civil Russa, sendo desmontados entre 1922 e 1923.
| Navio                           | Armas principais | Deslocamento | Propulsão                                      | Serviço       | Serviço          | Serviço         | Serviço             |
| Navio                           | Armas principais | Deslocamento | Propulsão                                      | Batimento     | Lançamento       | Comissionamento | Destino             |
| ------------------------------- | ---------------- | ------------ | ---------------------------------------------- | ------------- | ---------------- | --------------- | ------------------- |
| Evstafi (Евстафий)              | 4 × 305 mm       | 12 940 t     | 2 motores de tripla-expansão; 16 nós (30 km/h) | julho de 1904 | novembro de 1906 | maio de 1911    | Desmontados em 1922 |
| Ioann Zlatoust (Иоанн Златоуст) | 4 × 305 mm       | 13 060 t     | 2 motores de tripla-expansão; 16 nós (30 km/h) | julho de 1903 | maio de 1906     | abril de 1911   | Desmontados em 1922 |

### ClasseAndrei Pervozvanny

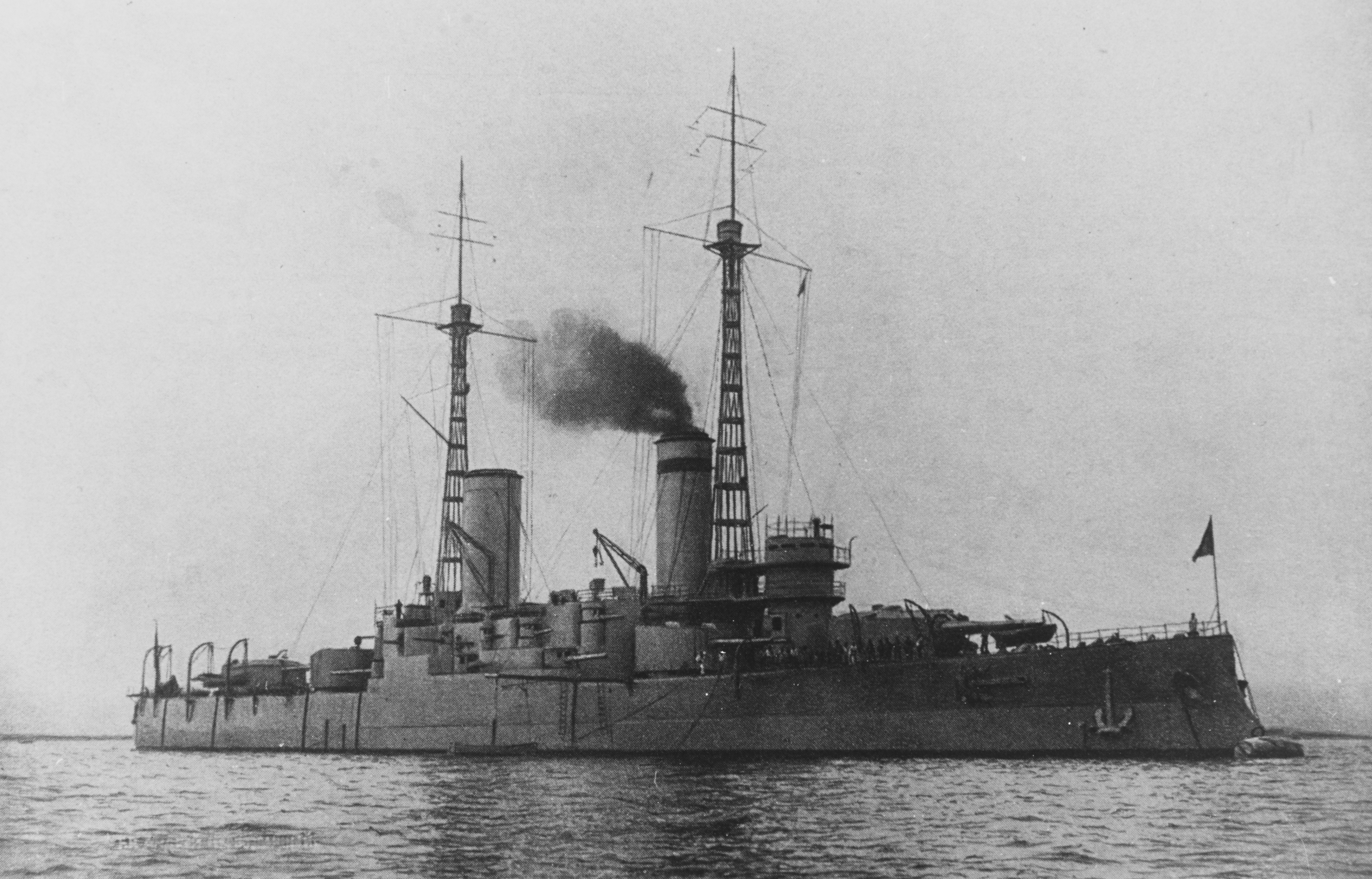
O Andrei Pervozvanny c. 1913

O projeto da Classe Andrei Pervozvanny foi baseado na Classe Borodino, porém muito maior e muito mais bem armada. Assim como na predecessora Classe Evstafi, o projeto das embarcações sofreu alterações após o início de suas obras para que lições da Guerra Russo-Japonesa fossem implementadas. Estas incluíram fortalecimento geral da blindagem para impedir que estilhaços de impactos danificassem equipamentos, remoção de parte dos tubos de torpedo e remoção completa dos depósitos de minas navais. Estas mudanças aumentaram o deslocamento dos navios, assim, para reduzir peso, mastros de treliça foram usados e as torres de artilharia de meia-nau da bateria secundária de 203 milímetros foram substituídas por três casamatas em cada lateral.
Os couraçados tiveram um serviço limitado em tempos de paz, com uma tentativa de motim tendo ocorrido a bordo do Imperator Pavel I em julho de 1912. Eles permaneceram no porto durante toda a Primeira Guerra Mundial devido à ameaça de submarinos alemães. Suas tripulações se amotinaram após o início da Revolução Russa em março de 1917, com o Imperator Pavel I sendo renomeado para Respublika (Республика) em junho. Este foi tirado de serviço em setembro de 1918, enquanto o Andrei Pervozvanny foi usado pelos bolcheviques na Guerra Civil Russa até ser torpedeado por monitores britânicos em agosto de 1919. Os dois foram desmontados em 1923.
| Navio                                    | Armas principais | Deslocamento | Propulsão                                      | Serviço         | Serviço          | Serviço         | Serviço             |
| Navio                                    | Armas principais | Deslocamento | Propulsão                                      | Batimento       | Lançamento       | Comissionamento | Destino             |
| ---------------------------------------- | ---------------- | ------------ | ---------------------------------------------- | --------------- | ---------------- | --------------- | ------------------- |
| Andrei Pervozvanny (Андрей Первозванный) | 4 × 305 mm       | 19 205 t     | 2 motores de tripla-expansão; 18 nós (33 km/h) | março de 1904   | outubro de 1906  | março de 1911   | Desmontados em 1923 |
| Imperator Pavel I (Император Павел I)    | 4 × 305 mm       | 19 205 t     | 2 motores de tripla-expansão; 18 nós (33 km/h) | outubro de 1904 | setembro de 1907 | março de 1911   | Desmontados em 1923 |

## Couraçados dreadnought

### ClasseGangut

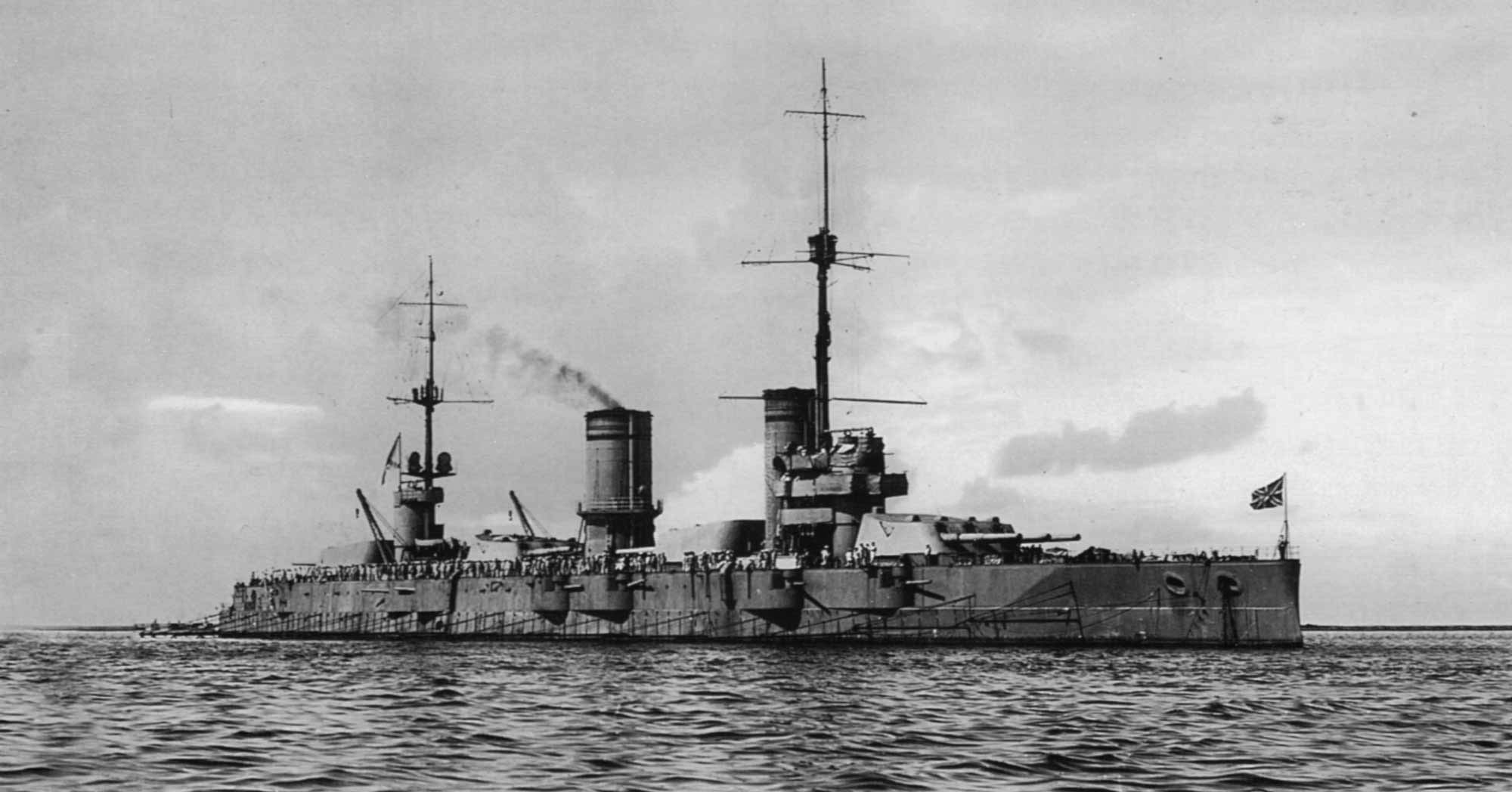
O Gangut em 1915

A derrota na Guerra Russo-Japonesa deixou a Marinha Imperial em péssimo estado, demorando alguns anos para absorver as lições do conflito e para que a Duma autorizasse novos navios. Uma competição internacional foi aberta no final de 1907 para o projeto de um novo couraçado no estilo dreadnought. Um projeto do estaleiro alemão Blohm & Voss foi inicialmente o vencedor, porém isto gerou protestos por parte dos franceses, assim o segundo colocado foi escolhido, um projeto russo do Estaleiro do Báltico. A Classe Gangut recebeu um esquema único de arranjo do armamento principal em que suas torres de artilharia foram dispostas linearmente pelo comprimento da embarcação, pois os russos não acreditavam que torres sobrepostas ofereciam alguma vantagem.
Os navios entraram em serviço no meio da Primeira Guerra Mundial e pouco atuaram. Suas tripulações se amotinaram após o início da Revolução Russa em março de 1917. Apenas o Petropavlovsk continuou em serviço e realizou operações no Golfo da Finlândia contra o Exército Branco. Um incêndio danificou seriamente o Poltava em novembro de 1919 e ele nunca foi consertado. O Petropavlovsk e o Sebastopol foram renomeados para Marat (Марат) e Parizhskaia Kommuna (Парижская Коммуна) em 1921, enquanto o Gangut para Oktiabrskaia Revolutsia (Октябрьская революция) em 1925 e o Poltava para Frunze (Фру́нзе) em 1926. Os três couraçados em operação foram amplamente modernizados nas décadas de 1920 e 1930. Durante a invasão alemã da União Soviética em 1941 na Segunda Guerra Mundial, o Marat teve sua proa explodida e o Oktiabrskaia Revolutsia foi danificado por ataques aéreos. A única grande ação do Parizhskaia Kommuna na guerra foi dar apoio à Defesa de Sebastopol em 1942, sendo renomeado para seu nome original no ano seguinte. O Oktiabrskaia Revolutsia proporcionou suporte no Cerco a Leningrado e em outras operações em 1944. O Frunze foi desmontado em 1949. O Marat foi renomeado para seu nome original em 1943 e foi desmontado em 1953. O Oktiabrskaia Revolutsia e  o Sebastopol continuaram servindo até 1956, quando foram descomissionados e desmontados.
| Navio                         | Armas principais | Deslocamento | Propulsão                            | Serviço       | Serviço          | Serviço          | Serviço            |
| Navio                         | Armas principais | Deslocamento | Propulsão                            | Batimento     | Lançamento       | Comissionamento  | Destino            |
| ----------------------------- | ---------------- | ------------ | ------------------------------------ | ------------- | ---------------- | ---------------- | ------------------ |
| Gangut (Гангут)               | 12 × 305 mm      | 24 800 t     | 4 turbinas a vapor; 24 nós (44 km/h) | junho de 1909 | outubro de 1911  | janeiro de 1915  | Desmontado em 1956 |
| Petropavlovsk (Петропавловск) | 12 × 305 mm      | 24 800 t     | 4 turbinas a vapor; 24 nós (44 km/h) | junho de 1909 | setembro de 1911 | janeiro de 1915  | Desmontado em 1953 |
| Sebastopol (Севастополь)      | 12 × 305 mm      | 24 800 t     | 4 turbinas a vapor; 24 nós (44 km/h) | junho de 1909 | julho de 1911    | novembro de 1914 | Desmontado em 1949 |
| Poltava (Полтава)             | 12 × 305 mm      | 24 800 t     | 4 turbinas a vapor; 24 nós (44 km/h) | junho de 1909 | julho de 1911    | dezembro de 1914 | Desmontado em 1956 |

### ClasseImperatritsa Maria

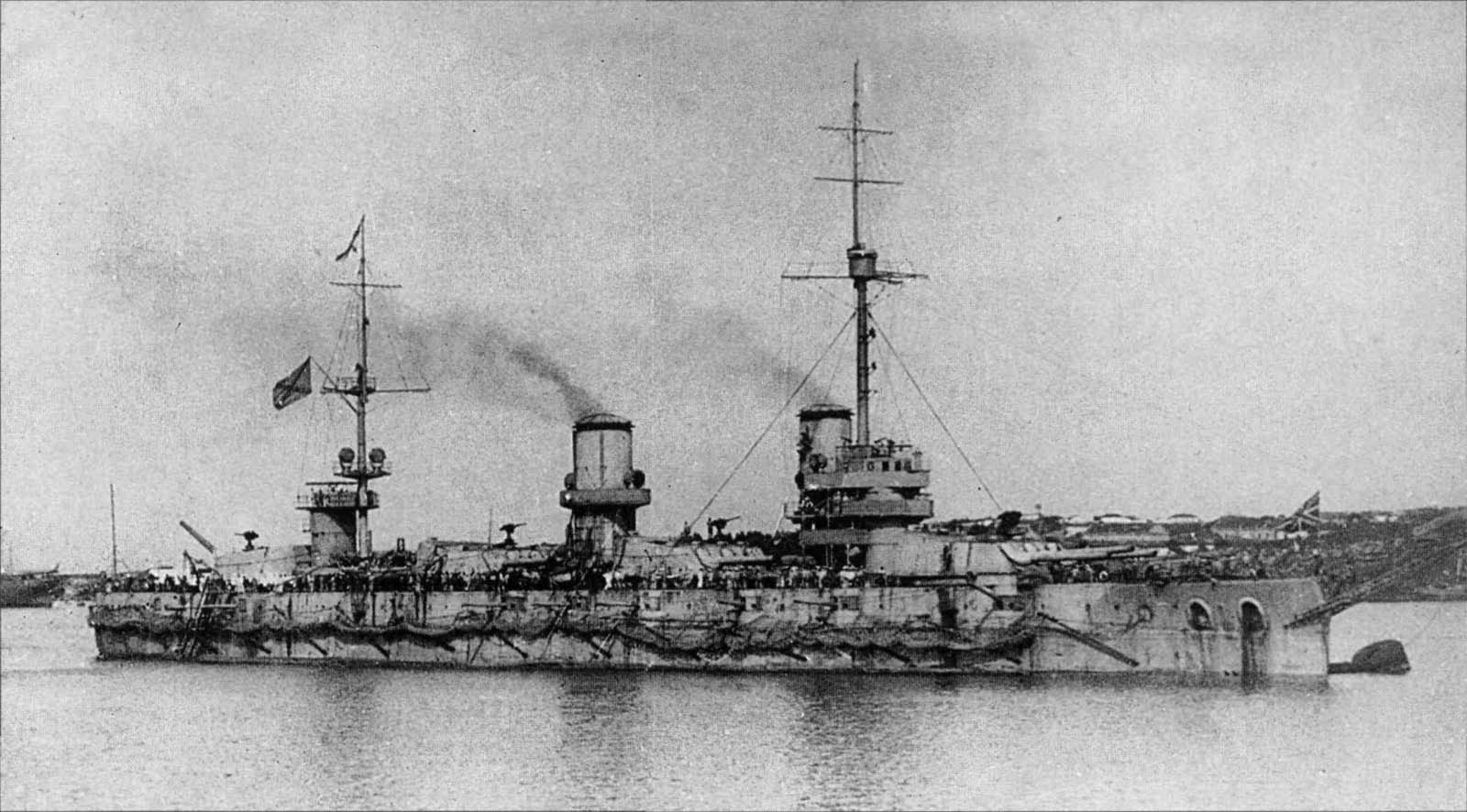
O Imperatritsa Maria c. 1915–1916

A Classe Imperatritsa Maria tinha a intenção de fazer frente a qualquer dreadnought que o Império Otomano pudesse adquirir, com seu projeto sendo praticamente uma repetição da predecessora Classe Gangut. Modificações incluíram a redução da velocidade máxima para 21 nós, o que permitiu que mais peso fosse dedicado para armamentos e blindagem; a elevação da bateria principal aumentou em dez graus e a espessura da blindagem das torres de artilharia cresceu em cinquenta milímetros. A bateria secundária de canhões de 120 milímetros da Classe Gangut foi substituída por armas de 130 milímetros para enfrentarem barcos torpedeiros maiores.
O Imperatritsa Maria e o Imperatritsa Ekaterina Velikaia participaram de algumas ações contra o Império Otomano ao entrarem em serviço na Primeira Guerra Mundial. O Imperatritsa Maria emborcou em outubro de 1916 depois de uma explosão em um de seus depósitos de munição. Seus destroços foram desmontados em 1926. O Imperatritsa Ekaterina Velikaia foi renomeado Svobodnaia Rossia (Свободная Россия) em abril de 1917 e deliberadamente afundado em junho de 1918, com seus destroços desmontados na década de 1920. O Imperator Alexandr III foi finalizado após o início da Revolução Russa, sendo renomeado em abril de 1917 para Volia (Воля). Foi capturado pelos alemães em outubro de 1918 e depois entregue aos britânicos, que o repassaram para o Exército Branco. Foi renomeado para General Alexeiev (Генерал Алексеев) em 1920 e realizou operações contra os bolcheviques. Fugiu para o Império Otomano após a queda do Exército Branco, ficando atracado em Bizerta até ser desmontado em 1936.
| Navio                                                           | Armas principais | Deslocamento | Propulsão                            | Serviço         | Serviço         | Serviço         | Serviço            |
| Navio                                                           | Armas principais | Deslocamento | Propulsão                            | Batimento       | Lançamento      | Comissionamento | Destino            |
| --------------------------------------------------------------- | ---------------- | ------------ | ------------------------------------ | --------------- | --------------- | --------------- | ------------------ |
| Imperatritsa Maria (Императрица Мария)                          | 12 × 305 mm      | 23 980 t     | 4 turbinas a vapor; 21 nós (39 km/h) | outubro de 1911 | outubro de 1913 | junho de 1915   | Afundado em 1916   |
| Imperatritsa Ekaterina Velikaia (Императрица Екатерина Великая) | 12 × 305 mm      | 23 980 t     | 4 turbinas a vapor; 21 nós (39 km/h) | outubro de 1911 | junho de 1914   | outubro de 1915 | Afundado em 1918   |
| Imperator Alexandr III (Император Александр III)                | 12 × 305 mm      | 23 980 t     | 4 turbinas a vapor; 21 nós (39 km/h) | outubro de 1911 | abril de 1914   | julho de 1917   | Desmontado em 1936 |

### Imperator Nikolai I

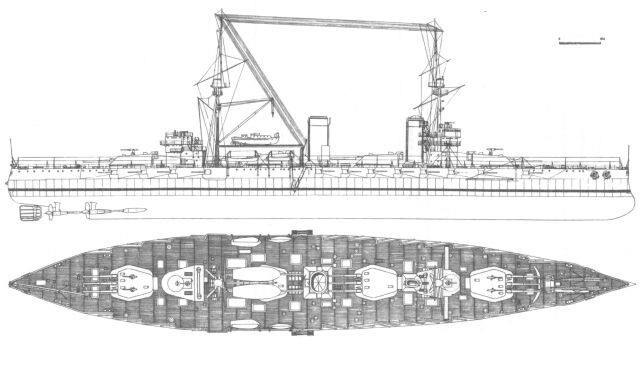
Desenho do Imperator Nikolai I

O Imperator Nikolai I foi concebido como uma resposta às tentativas do Império Otomano de adquirir mais couraçados no exterior. Para manter a superioridade numérica russa no Mar Negro, foi decidido construir mais um navio usando uma versão modificada do projeto da Classe Imperatritsa Mariya a fim de acelerar o processo de desenvolvimento. O navio resultante foi planejado para ser muito maior e mais bem protegido que seus predecessores, porém seus maquinários e armamentos eram praticamente idênticos.
A construção do Imperator Nikolai I foi retardada pelo andamento da Primeira Guerra Mundial, com trabalhadores e materiais sendo desviados para projetos considerados mais importantes. Ele ainda estava em processo de equipagem quando a Revolução Russa começou em março de 1917, sendo renomeado para Demokratiya (Демократия) no mês seguinte. Os trabalhos foram suspensos em outubro devido a greves e agitação social, com o navio estando aproximadamente sessenta por cento completo. Foi capturado pelos alemães em março de 1918 e em janeiro de 1919 pela República Popular da Ucrânia, sendo renomeado para Soborna Ukraina (Соборна Украина). Ele permaneceu no estaleiro pelo decorrer da Guerra Civil Russa. Estava muito deteriorado para ser finalizado e foi desmontado em 1927.
| Navio                                     | Armas principais | Deslocamento | Propulsão                            | Serviço       | Serviço         | Serviço         | Serviço            |
| Navio                                     | Armas principais | Deslocamento | Propulsão                            | Batimento     | Lançamento      | Comissionamento | Destino            |
| ----------------------------------------- | ---------------- | ------------ | ------------------------------------ | ------------- | --------------- | --------------- | ------------------ |
| Imperator Nikolai I (Император Николай I) | 12 × 305 mm      | 31 875 t     | 4 turbinas a vapor; 21 nós (39 km/h) | abril de 1915 | outubro de 1916 | —               | Desmontado em 1927 |

### ClasseSovetsky Soyuz
A Frota Naval Militar começou estudos para novos couraçados em meados da década de 1930 em resposta à construção de couraçados alemães, procurando inicialmente obter projetos ou os próprios navios nos Estados Unidos e na Itália. Empresas destes países chegaram a enviar diferentes propostas para avaliação, mas no final os soviéticos decidiram prosseguir com projetos próprios. Várias versões com diferentes especificações foram consideradas pelos anos seguintes, variando em tamanho, velocidade máxima, blindagem, armamento secundário e outros elementos. O projeto continuou sendo alterado mesmo depois da construção já tendo sido iniciada nas primeiras embarcações.
Quinze couraçados foram originalmente concebidos, porém apenas quatro tiveram suas obras iniciadas antes do início da Segunda Guerra Mundial em 1939. As indústrias soviéticas mostraram-se incapazes de aguentar a construção de tantos navios de grande porte ao mesmo tempo, levando à entrega de materiais de baixa qualidade, encomendas de peças no exterior e vários atrasos. A construção do Sovetskaya Belorussiya foi cancelada após menos de um ano de obras devido à baixa qualidade dos rebites usados no casco. As construções dos três couraçados restantes foram paralisadas após a invasão da Alemanha. O pouco construído do Sovetskaya Ukraina e o Sovetskaya Rossiya foi desmontado em 1947. O Sovetsky Soyuz era o mais avançado na construção e foi considerado finalizá-lo após a guerra, mas ele acabou desmontado em 1948.
| Navio                                         | Armas principais | Deslocamento | Propulsão                            | Serviço          | Serviço    | Serviço         | Serviço             |
| Navio                                         | Armas principais | Deslocamento | Propulsão                            | Batimento        | Lançamento | Comissionamento | Destino             |
| --------------------------------------------- | ---------------- | ------------ | ------------------------------------ | ---------------- | ---------- | --------------- | ------------------- |
| Sovetsky Soyuz (Советский Союз)               | 9 × 406 mm       | 65 150 t     | 3 turbinas a vapor; 28 nós (52 km/h) | julho de 1938    | —          | —               | Desmontado em 1948  |
| Sovetskaya Ukraina (Советская Украина)        | 9 × 406 mm       | 65 150 t     | 3 turbinas a vapor; 28 nós (52 km/h) | outubro de 1938  | —          | —               | Desmontados em 1947 |
| Sovetskaya Rossiya (Советская Россия)         | 9 × 406 mm       | 65 150 t     | 3 turbinas a vapor; 28 nós (52 km/h) | julho de 1940    | —          | —               | Desmontados em 1947 |
| Sovetskaya Belorussiya (Советская Белоруссия) | 9 × 406 mm       | 65 150 t     | 3 turbinas a vapor; 28 nós (52 km/h) | dezembro de 1939 | —          | —               | Desmontado em 1940  |

### Arkhangelsk

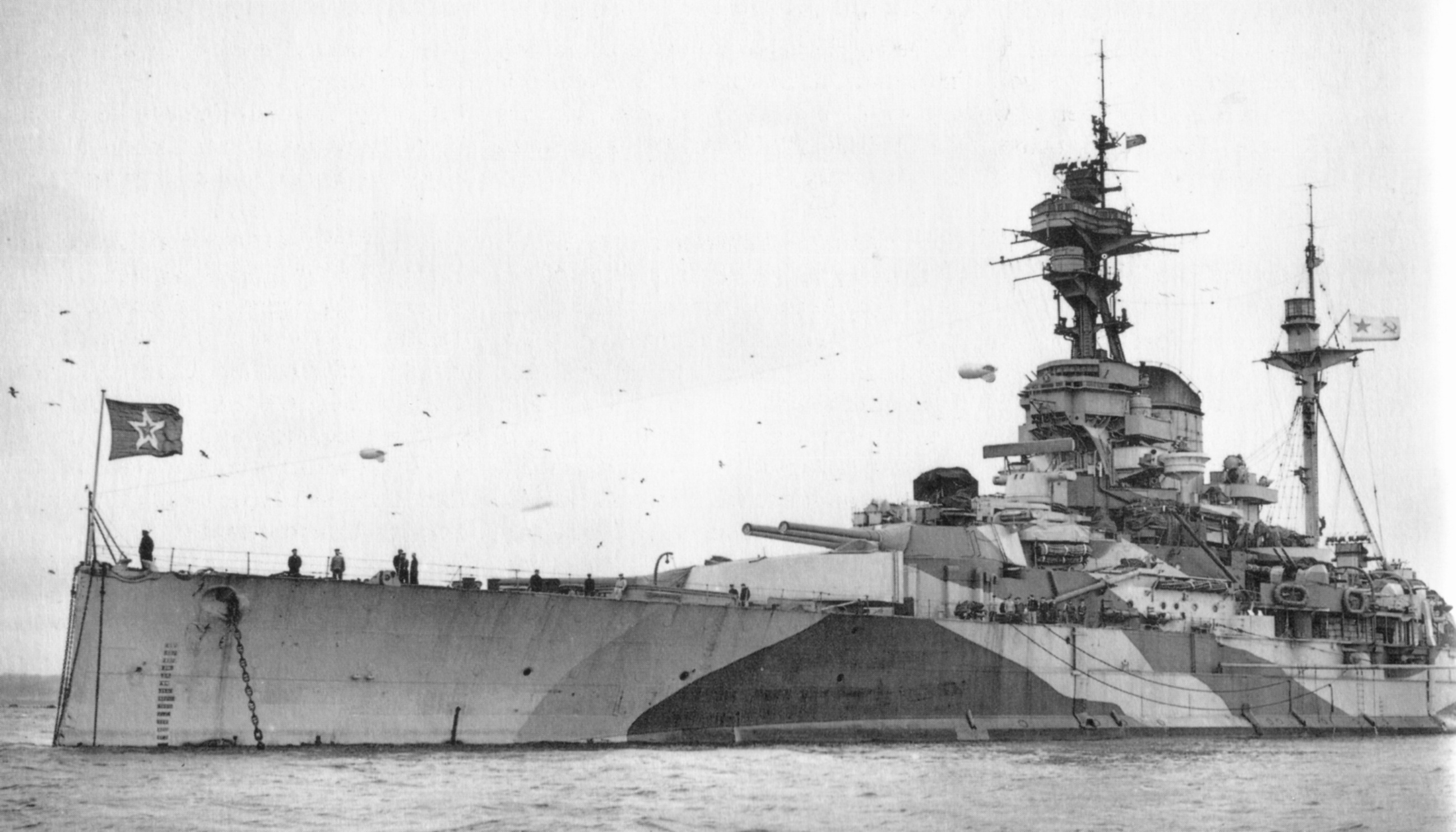
O Arkhangelsk em 1944

A Itália se rendeu em 1943 e foi estabelecido que União Soviética receberia reparações de guerra. Enquanto isso não ocorria, o couraçado britânico HMS Royal Sovereign foi emprestado para a Frota Naval Militar. A transferência ocorreu em maio de 1944 e ele foi renomeado Arkhangelsk, sendo alvo de vários ataques alemães enquanto seguia para Kola, porém todos falharam. Foi oficialmente comissionado em agosto, tornando-se o maior navio da Frota Naval Militar durante a guerra. Suas principais funções foram escoltar comboios Aliados até Kola. A embarcação encalhou no Mar Branco em 1947, porém não se sabe a extensão dos danos. Os soviéticos finalmente receberam o couraçado italiano Giulio Cesare em fevereiro de 1949 e devolveram o Arkhangelsk no mesmo dia. A Frota Naval Militar inicialmente tentou evitar devolve-lo afirmando que não estava em condições de navegar de volta para o Reino Unido, porém cederam após uma inspeção de um oficial britânico. A Marinha Real descobriu que o couraçado estava em péssimas condições e com boa parte de seus equipamentos inoperantes, assim foi enviado para a desmontagem.
| Navio                     | Armas principais | Deslocamento | Propulsão                            | Serviço         | Serviço       | Serviço      | Serviço                                      |
| Navio                     | Armas principais | Deslocamento | Propulsão                            | Batimento       | Lançamento    | Aquisição    | Destino                                      |
| ------------------------- | ---------------- | ------------ | ------------------------------------ | --------------- | ------------- | ------------ | -------------------------------------------- |
| Arkhangelsk (Архангельск) | 8 × 381 mm       | 31 630 t     | 2 turbinas a vapor; 21 nós (39 km/h) | janeiro de 1914 | abril de 1915 | maio de 1944 | Devolvido ao Reino Unido; desmontado em 1949 |

### Novorossiysk

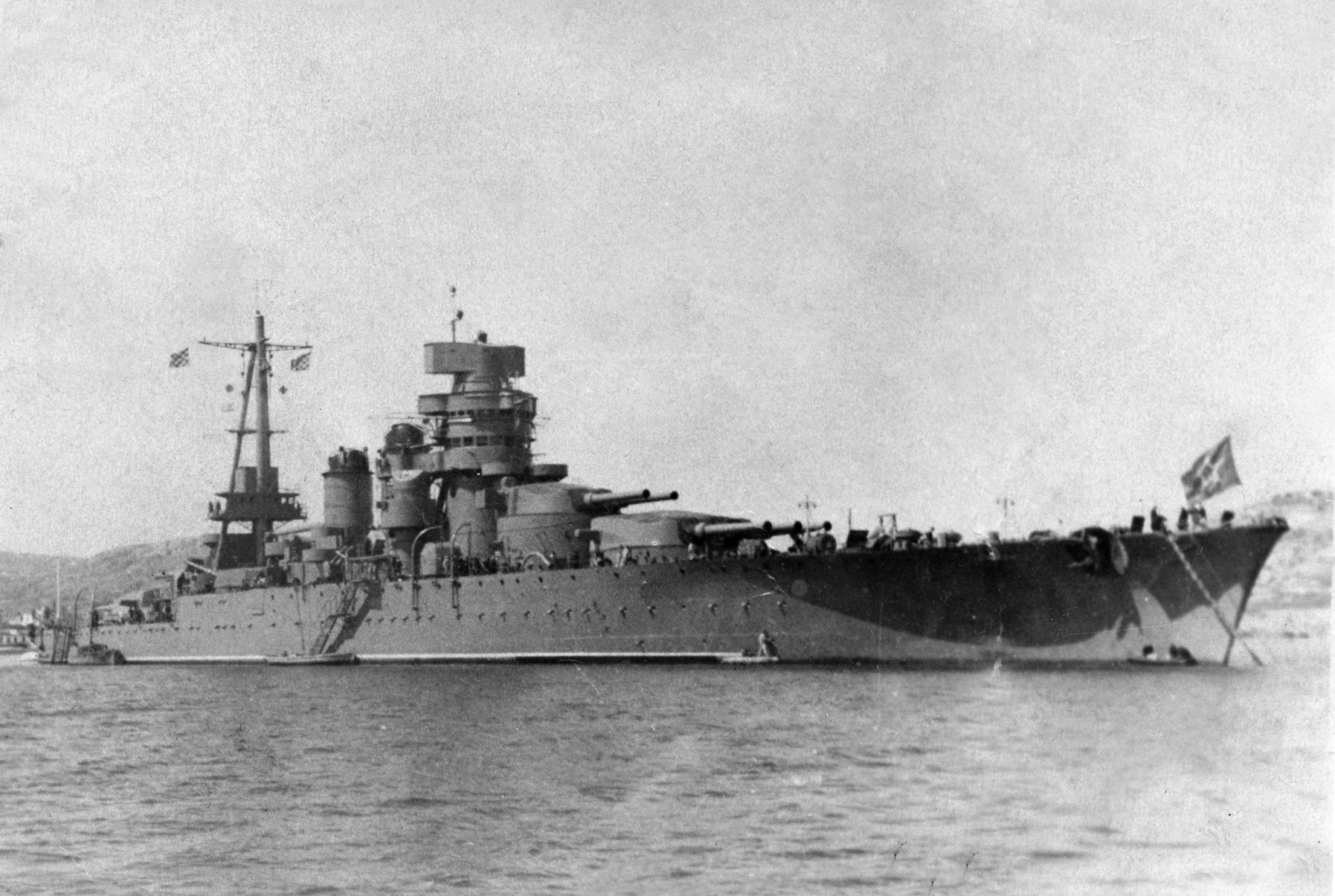
O Novorossiysk em 1950

A União Soviética finalmente recebeu o couraçado italiano Giulio Cesare em fevereiro de 1949 como reparação de guerra, com a transferência ocorrendo em Vlorë na Albânia e ele sendo comissionado dois dias depois. Foi provisoriamente nomeado Z11 e depois renomeado para Novorossiysk. A embarcação passou por oito reformas sob serviço soviético, com todas as suas armas antiaéreas e equipamentos de controle de disparo italianos sendo substituídos por modelos soviéticos. Pelos anos seguintes ele foi usado como navio-escola. A embarcação afundou em Sebastopol no final de outubro de 1955, emborcando depois de uma explosão ter aberto um buraco no castelo da proa um pouco à frente da primeira torre de artilharia principal. A causa oficial e mais provável foi que uma antiga mina naval magnética alemã da Segunda Guerra Mundial foi acionada depois de ser arrastada pela corrente da âncora do navio enquanto ele atracava. Os destroços do Novorossiysk foram reflutuados em 1957 e desmontados em seguida.
| Navio                       | Armas principais | Deslocamento | Propulsão                            | Serviço       | Serviço         | Serviço           | Serviço                              |
| Navio                       | Armas principais | Deslocamento | Propulsão                            | Batimento     | Lançamento      | Aquisição         | Destino                              |
| --------------------------- | ---------------- | ------------ | ------------------------------------ | ------------- | --------------- | ----------------- | ------------------------------------ |
| Novorossiysk (Новороссийск) | 10 × 320 mm      | 29 600 t     | 2 turbinas a vapor; 27 nós (50 km/h) | junho de 1910 | outubro de 1911 | fevereiro de 1949 | Afundado em 1955; desmontado em 1957 |